# Pelzhandelszentrum Leipziger Brühl

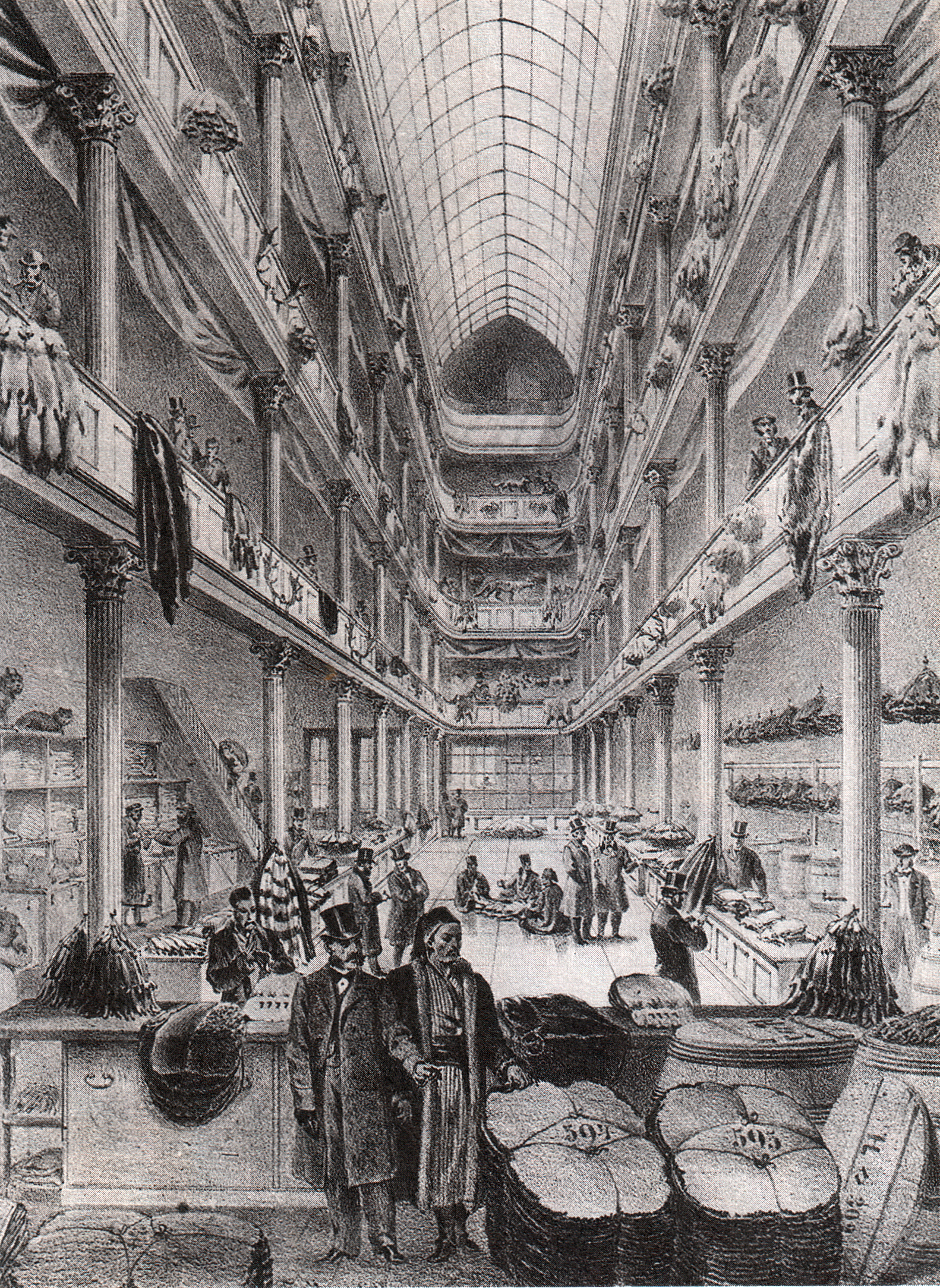
Die Pelzniederlage von Heinrich Lomer in Leipzig (1864)

Das ehemalige Pelzhandelszentrum Leipziger Brühl hatte bis zum Zweiten Weltkrieg den Ruf als „Weltstraße der Pelze“. Das in Leipzig um die Straße Brühl gelegene Rauchwaren- und Pelzwaren-Großhandelsviertel, der bis 1933 weltbedeutendste Rauchwaren-Großhandelsplatz, verlor seine Führungsrolle endgültig, als in dem Jahr die Nationalsozialisten die Macht übernahmen. Seine Bedeutung für Gesamtdeutschland ging nach dem Zweiten Weltkrieg zu Ende. Zu DDR-Zeiten war die Pelzindustrie ab Ende der 1970er Jahre im VEB Kombinat Kunstleder und Pelzverarbeitung Leipzig vereinigt. Versuche, den Brühl nach der Wiedervereinigung als Pelzhandelszentrum zu erhalten, schlugen fehl, nach kurzer Zeit gab es dort keine Pelzunternehmen mehr. Der Mittelpunkt des Pelzhandels verblieb weiter ausschließlich in dem nach dem Krieg entstandenen Pelzhandelszentrum um die Frankfurter Niddastraße.

## Allgemein
Bis nach dem Ende des Mittelalters war der Pelz bei der städtischen Bevölkerung fast ausschließlich als Innenfutter und Verbrämung von Textilkleidung gebräuchlich. Im 19. Jahrhundert tauchten in der Mode immer mehr Kleinteile aus Pelz auf, Muffe, Schals und lose Kragen. Eine eigene Pelzmode und damit eine weitere Umsatzsteigerung entstand, als 1842 – beginnend mit der ersten schwarzen Damen-Sealjacke – in der bürgerlichen Kleidung der Pelz mit dem Haar nach außen getragen wurde. Als nächster Außenpelz folgte der, ebenfalls schwarzgefärbte, Persianer. Durch die Erfindung der Pelznähmaschine gegen Ende des 19. Jahrhunderts konnten Pelze preiswerter und mit aufwändigeren Arbeitstechniken hergestellt werden. Der Maschineneinsatz ermöglichte den Übergang zur Pelzkonfektion.
Es dauerte verhältnismäßig lange, bis der Brühl seine Weltgeltung als Pelzhandelszentrum erlangte. Den Rauchwarenhandel beherrschten im Mittelalter die Hansestädte. Als die Hanse sich auflöste, verschwand für mehr als einhundert Jahre auch der Pelzhandel fast völlig. Nach dem Westfälischen Frieden trat Deutschland wieder lebhafter in den Rauchwarenhandel ein. Als Binnenstadt ohne jeden Wasserweg war Leipzig zwar benachteiligt, jedoch verursachten die längeren Transporte auf dem Landweg für das Pelzwerk mit seinem großen Wert, zu dem verhältnismäßig geringem Gewicht, nicht so entscheidende Kosten. Der Rauchwarenhandel fand anfangs hauptsächlich auf den Leipziger Messen statt; er konzentrierte sich lange besonders auf deutsche, russische und ungarische Erzeugnisse.
Im Jahr 1900 hatte sich der Weltanfall von Fellen gegenüber 1863 verdreifacht, dank eines höheren Aufkommens aus der Pelztierjagd und durch die Nutzung neuer Pelzarten. Finanzstarke Rauchwarenhändler vom Brühl schickten ihre Einkäufer in die Ursprungsländer, vor allem nach Russland, zum Pelzhandel in China, in die USA und nach Südamerika oder gründeten dort Auslandsvertretungen. Eine weitere Erweiterung des Angebots brachte die Anfang des 20. Jahrhunderts beginnende Pelztierzucht.

## Pelzviertel „Der Brühl“

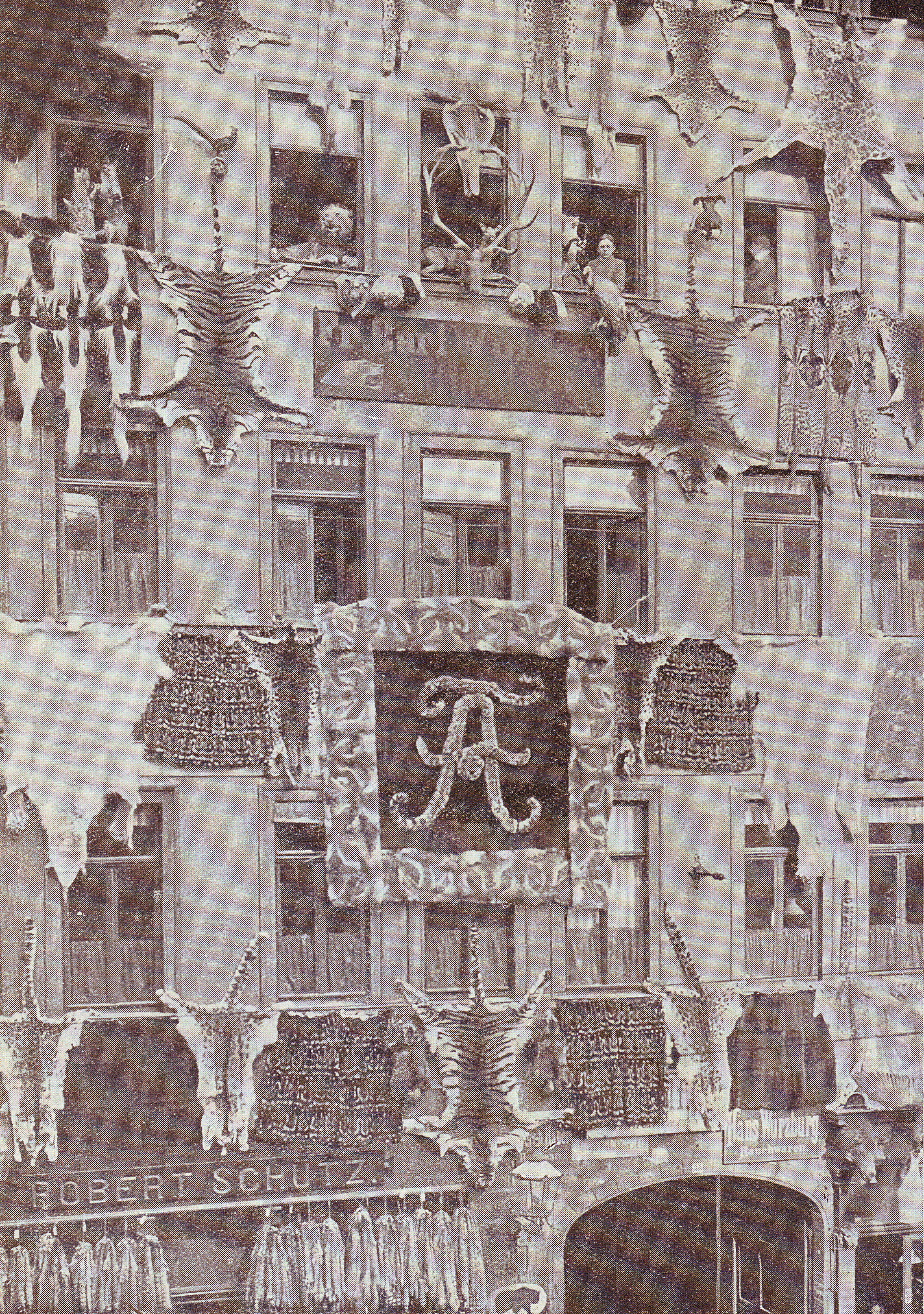
„Dekorationen der Firmen Robert Schütz und Fr. Carl Wöbke, Brühl 55, beim Einzug Sr. Majestät König Friedrich August III. in Leipzig“ (1904)

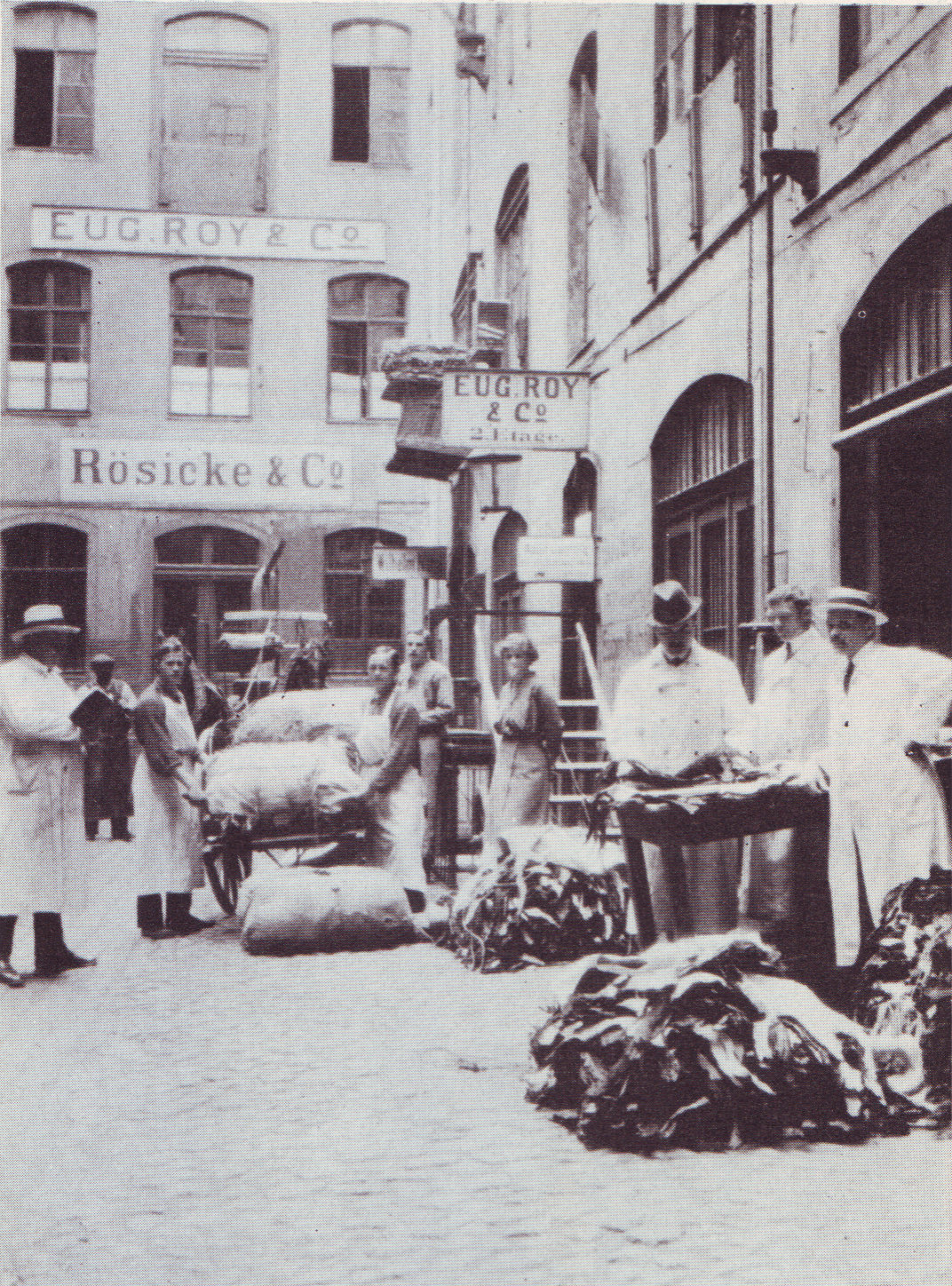
Brühl-Hof mit Rauchwarenhändlern

Wann der Name „Brühl“ zum Inbegriff des Leipziger Pelzzentrums wurde, ist noch nicht untersucht worden; doch schon 1530 brachte man den Brühl in Verbindung mit dem Rauchwarenhandel. Fest steht, dass er in den 1920er Jahren längst allgemein gebräuchlich war. Seine führende Stellung für den Pelzhandel erreichte Leipzig, nachdem der durch den Deutsch-Französischen Krieg (1870–1871) verursachte, gewaltige Rückschlag überwunden worden war. Dem Londoner Rauchwarenmarkt, der sich hauptsächlich auf seine Auktionen beschränkte, erwuchs mit Leipzig eine gewaltige Konkurrenz.
Das Rauchwarenhandelsviertel rund um den Leipziger Brühl gehörte zu den drei Hauptzentren des weltweiten Pelzhandels, zeitweilig stand es an führender Stelle. Vertreter anderer Branchen fand man am Brühl kaum. Leipzig bildete unter den größeren mitteleuropäischen Handelsstädten den Stapelplatz des Welthandels für Pelzfelle. Die beiden anderen Haupt-Welthandelsplätze waren Garlick Hill in London und der Fur District in New York, ein weiterer Schwerpunkt befand sich im Viertel um die Rue d'Hauteville in Paris.
Die Feuersbrunst von 1498 hatte den Brühl halb zerstört, jene von 1518 ganz. Um diese Zeit entwickelte sich die Messe zum Umschlagplatz für Rauchwaren und der Brühl wurde hierfür zweckbestimmt wieder aufgebaut. Es waren anfangs hauptsächlich auswärtige Kaufleute, die zahlreich nach Leipzig kamen und den Pelzbedarf der hiesigen Kürschner deckten. Sie stammten aus dem Rheinland, aus Süd- und Ostdeutschland oder dem weiter entfernten Danzig. Die Rauchwarenhändler Bachofen aus Köln ließen sich um 1500 in Leipzig nieder; 1511 wird Wigand Bachofen Leipziger Bürger. Fast ein Jahrhundert lang standen sie und ihre Erben im deutschen Rauchwarenhandel an erster Stelle. Aus Danzig kam Axel Daniels, 1527 erhielt er die Bürgerschaft. Alle zunächst Gäste auf den Leipziger Messen, verlegten sie ihre Unternehmen zuletzt nach Leipzig. Bereits im 16. Jahrhundert begann sich der Rauchwarenhandel hier zu zentralisieren und die Stadt wurde zum Mittelpunkt des Pelzhandels. Auf der Hansetagung 1554 in Lübeck klagte der Vertreter Rigas, die Hanse habe den Nowgoroder Pelzhandel an Leipzig verloren. Im 17. Jahrhundert kamen zu den anfangs deutschen Abnehmern ausländische Kunden dazu. Durch seine günstige Lage und seine Messen war Leipzig, neben Breslau, zum Umschlagplatz osteuropäischer und asiatischer Rauchwaren geworden. Im Jahr 1542 regelte der Rat der Stadt das Feilbieten von Pelzen auf der Messe durch einheimische und ausländische Besucher. Neunzehn Jahre später schickte Cramer von Claußbruch als erster Leipziger Kaufmann Beauftragte zum direkten Einkauf von Rauchwaren nach Moskau.
Typisch für viele Handelshäuser waren die Höfe, durch die man bei manchen, ohne zu wenden, mit dem Pferdewagen auf einer Seite hinein und auf der Gegenseite hinaus fahren konnte. Auch dienten sie vor Einführung des elektrischen Lichts dazu, die Ware bei Tageslicht zu begutachten. In den Frontgebäuden gruppierten sich die Verkaufsläden meist zu beiden Seiten eines hallenartigen Torweges. Von den Treppen aus kam man im Obergeschoss „zunächst in einen zunächst halb vorsaal-, halb zimmerartigen Empfangsraum, der Im Vordergebäude gelegen, sich in drei und mehr Fenstern nach dem Hofe wendete“. Neben etlichen Gaststätten gab es eine Vielzahl von Herbergen, in denen die Messegäste in unmittelbarer Nähe der Gewölbe Quartier beziehen und notfalls auch kleinere Warenmengen lagern konnten.
Um 1800 konnte der Brühl noch nicht als „Pelzstraße“ angesehen werden, er war ein Umschlagplatz für die Zeit der Messen. Im Jahr 1783 bestanden acht Rauchwarenhandlungen, 1815, nach der durch Napoleon verhängten Kontinentalsperre, waren es nur noch zwei, die Firmen Mann und Adam. Später kam der unter Napoleon zu Bedeutung erlangte Max Hötte aus Münster dazu.
Die Pelzbranche war, neben den allgemeinen wirtschaftlichen Einflüssen, zusätzlich durch Modewandel und Witterungseinflüsse immer schon von besonderen Konjunkturschwankungen betroffen. Nach 1878 erklärten infolge des russisch-türkischen Krieges von 200 russischen Handelspartnern 160 ihre Zahlungsunfähigkeit. 1913, vor dem Ersten Weltkrieg, gingen infolge von Fehlspekulationen 50 Leipziger Rauchwarenhandlungen in Konkurs. Nach dem Krieg erlebte die Rauchwarenbranche jedoch einen besonderen Aufschwung. Im ersten Jahrzehnt des Jahrhunderts hatte sich die Welternte verdreieinhalbfacht, in den Jahren 1912/1913 verzeichnete der Brühl seinen bis dahin größten Umsatz. Etwa 30 Prozent seines Bedarfs bezog er aus Russland, das waren 81 Prozent des russischen Fellexports. Abnehmerländer der über Leipzig umgeschlagenen Rauchwaren waren vor allem Frankreich mit 78 Mill. Mark, England mit 39 Mill. Mark, Österreich mit 28 Mill. Mark, USA mit 27 Mill. Mark und Russland mit 23 Mill. Mark. 46,5 Prozent des Exports war zugerichtete oder gefärbte Ware.
Einige Zeit erwirtschafteten die in Leipzig ansässigen Unternehmen der Rauchwarenbranche den größten Anteil der Steuereinnahmen Leipzigs, 1913 sollen es etwa 40 Prozent des Steueraufkommens gewesen sein (ohne Reichsabgaben). Mehr als 11.000 Leipziger waren 1930 in der Rauchwarenwirtschaft beschäftigt. Ein Drittel der Welternte an Rauchwaren wurde über den Brühl umgeschlagen. Im Katalog zur Internationalen Pelzfach Ausstellung IPA in Leipzig von 1930 hieß es: „Spricht man irgendwo in der internationalen Rauchwarenbranche vom „Brühl“, so meint man nicht etwa die altehrwürdige Straße in Leipzig, sondern den Rauchwarenhandel in seiner Gesamtheit. Man spricht von „Brühl-Usancen“, „Brühltendenzen“, vom „Eingreifen des Brühl“ oder von seiner zeitweiligen Zurückhaltung. Kurz, der „Brühl“ ist die Weltmacht in der Rauchwarenbranche seit unvordenklichen Zeiten. Er ist ein Wirtschaftsgebilde von ausgeprägter Eigenart und Geschlossenheit, wie es kaum eine andere Branche der Welt aufzuweisen hat.“ Eine wesentliche Bedeutung des Brühl lag in seiner unangefochtenen Stellung als Sortierplatz. Wer in Leipzig ein „Los“ erwarb, eine Partie sortierter Felle, konnte sich auf eine gleichmäßige Qualität verlassen. Hinzu kam die Pelzveredlung der um Leipzig angesiedelten Betriebe, „Leipziger Farben“ und „Leipziger Zurichtung“ hatten Weltruf.

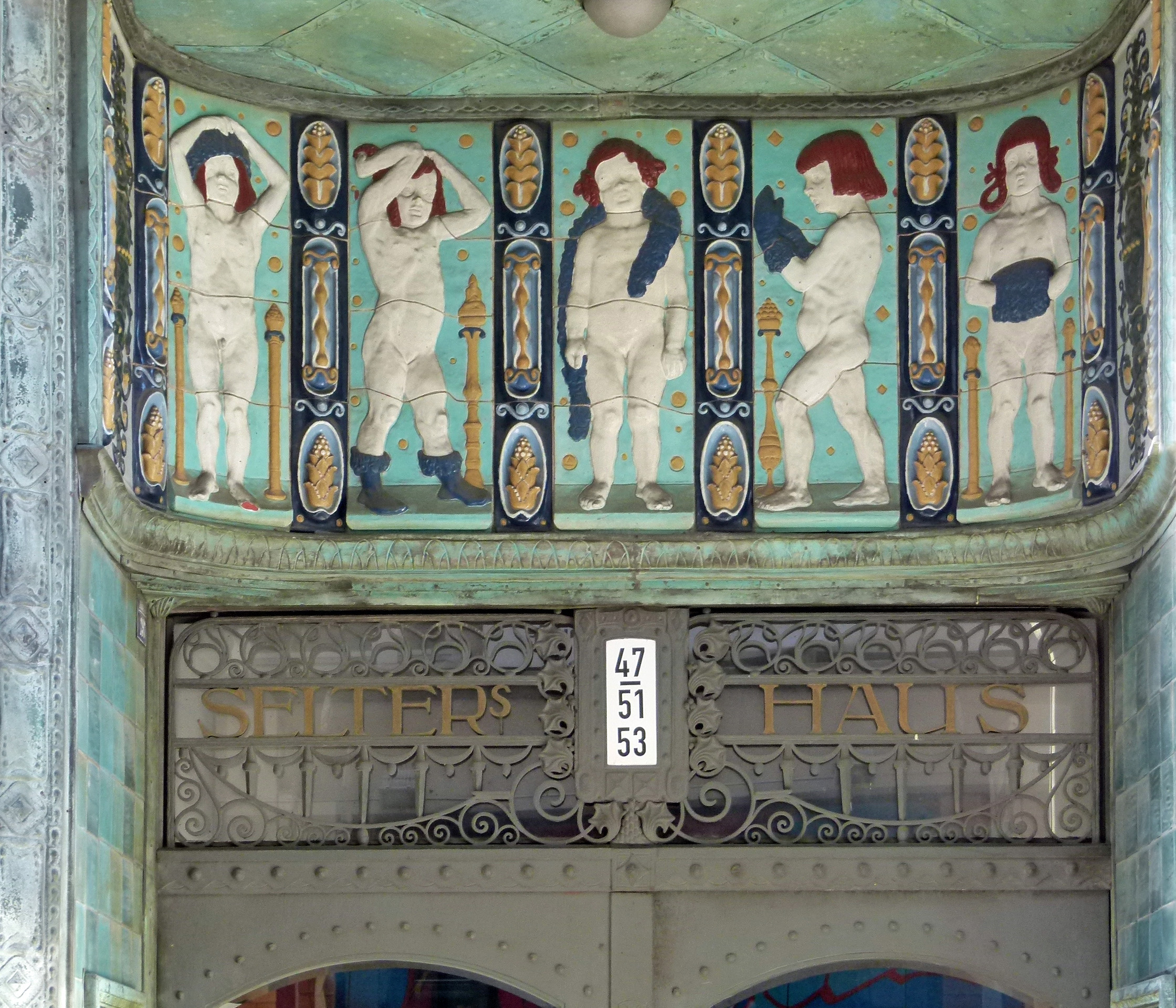
Putten mit Pelzkleinteilen über dem Eingang zum Haus der Pelzhändler Selter & Weinert (erbaut 1909, Foto 2012)

Bis in das 19. Jahrhundert hinein fand der Handel direkt zwischen Verkäufer und Käufer statt und wurde per Handschlag besiegelt, noch ohne Hinzuziehung eines Maklers. Unter den späteren Messmaklern befanden sich auffallend viele Rauchwarenhändler. Sie mussten weder Leipziger Bürger sein noch brauchten sie einen Meistertitel. Der Rauchwarenhandel war nur zur Messezeit gestattet, nach Ausläutung der Messe mussten die Rauchwarenhändler die Stadt wieder verlassen. Da lag es nahe, dass sie versuchten ihre nicht verkaufte Ware in Leipzig zu lassen. Nachdem ein Gastwirt deshalb mit einer Bestrafung bedroht worden war, lehnten die Gastwirte jegliche Deponierung von Kaufmannsgut ab. Andere ließen die Ware bei den Markthelfern, die immer wieder im Verdacht standen, die Felle nicht nur bis zur nächsten Messe aufzubewahren, sondern sie auch zwischenzeitlich zu verkaufen. Anlieferer waren vor allem die „Messjuden“, die überwiegend aus Polen kamen, aber auch aus Russland, Griechenland, Böhmen, Ungarn, Österreich und Preußen. Die ersten Messjuden mit Fellen, Kaufleute aus Poznań, wurden 1530 registriert. Um 1800 sorgten jüdische Händler für einen jährlichen Umsatz von etwa einer Million Taler, das entsprach fast einem Drittel des Gesamtumsatzes. Jüdische Händler waren in Leipzig ständig drangsaliert worden, nur die Nebenstraßen des Brühl waren ihnen als Verkaufsstätte erlaubt, und das nur in den Mittelwochen der Messen. Erst 1837 trat ein Landesgesetz in Kraft, das ihnen die Niederlassung und die Ausübung eines „Gewerbes nach freier Wahl“ (außer Apotheken und Gaststätten), den Erwerb der Bürgerrechte und die Bildung einer Religionsgemeinschaft zusicherte. Eine wirklich spürbare Erleichterung brachte jedoch erst die Einführung der Gewerbefreiheit im Jahr 1861, und die Rauchwarenhandlungen „schossen wie Pilze aus dem Boden“.
Der Brühl entwickelte sich jetzt zu einer „Ladenstraße mit erweiterten Messezeiten“. Am 11. April 1836 hatte die sächsische Regierung Händlern aus dem Gebiet des Zollvereins den Verkauf von Rauchwaren auch außerhalb der Messe gestattet. Die Käufer kamen dank des neuerbauten Eisenbahnanschlusses das ganze Jahr über, die Leipziger Messe wurde wesentlich nur eine Mustermesse. Die Oster- und die Herbstmesse behielten zwar für den Rauchwarenhandel einige Bedeutung, insbesondere die auswärtigen Besucher kamen zur Messezeit. Wer aber Felle sehen wollte, der ging auf den Brühl. Bald ließen sich die Firmen A. Servant, Heinrich Lomer und John B. Oppenheimer in Leipzig nieder. In den 1840er Jahren folgten G. Gaudig & Blum, Emil Brass, Rödiger & Quarch, Friedrich Erler und Heinrich M. Königswerther. Theodor Thorer übersiedelte 1862 von Görlitz nach Leipzig. David Kölner eröffnete 1866 eine Rauchwarenhandlung, Friedrich Maerz 1869, Joseph Ulmann 1873. Weitere hinzugekommene bedeutende Rauchwarenhändler waren Joachim Harmelin 1879, Adolph Schlesinger 1883, Richard Gloeck 1889, Arthur Hermsdorf 1890 und Julius Ariowitsch 1892.
Die Niederlassung der zahlreichen, sich erfolgreich entwickelnden Rauchwarenhandlungen genügte mit den meist überalterten Häusern, ohne ausreichende Speicher und Kontore, nicht mehr den Ansprüchen und dem Repräsentationsbedürfnis der Unternehmen. Nachdem 1870 ein Straßendurchbruch in Richtung Schwanenteich geschaffen worden war und 1908 eine Weiterführung der Nikolaistraße in Richtung Bahnhof, entstanden viele Neu- und Umbauten. Eng mit dem Rauchwarenhandel verbunden waren die
1844 von Dr. Daniel C. M. Schreber errichtete Rauchwarenhalle, Brühl Nr. 65; Brühl Nr. 71, „Zum Blauen Harnisch“, Sitz der Firma Maerz. Sie wurde 1878 neu erbaut.
Zu dem Häuserblock gehörte die Richard-Wagner-Straße 3/4. Das Rauchwarenunternehmen Harmelin hatte das Haus Nr. 47 erworben und mehrere Grundstücke dazu gekauft und durch Emil Franz Hänsel das Rauchwarenhaus mit Treppenhaus zur Nikolaistraße errichten lassen.
Das Haus Thorer befand sich in Nr. 70. Im Brühl/Ecke Nikolaistraße entstand 1909/1910 „Gloecks Haus“ und 1911 auf dem Gelände von „Zeppelins Haus“ Nikolaistraße 27/29 durch den Rauchwarenhändler Felix Reimann ein Neubau, der später weithin als Sitz der Fehschweifdreherei Wilhelm Grünreif bekannt wurde.
Um 1911 begann man im Rauchwarenviertel umzubauen und historische Gebäude wurden nach und nach abgebrochen. G. Gaudig & Blum waren die ersten. Als Neuheit wurde eine Zentralheizung eingebaut und jedes Haus dieses Vierecks erhielt einen Fahrstuhl, die ersten des Brühl.
Immer mehr Neubauten waren entstanden und manche traditionelle Stätte verschwand, wie beispielsweise „das jüdische Kaffeehaus in der Nikolaistraße und gegenüber der kleine Laden für Bindfaden, Stricke und Leinewand des Leipziger Originals Luther Ernst, am Brühl nur »Seiler-Ernst« genannt, der sogar die Genehmigung zum Schnapsausschank besaß und daher von den Markthelfern, Zurichtern und anderen Herren vom Brühl reichlich in Anspruch genommen wurde. Im alten Steibs Hof, der vor dem Abbruch keinen Namen hatte, befand sich im Hof die sogenannte Judenbörse, die auch für immer aufgegeben wurde. Dort konnte man im Freien ausgestellte Textilwaren, Schuhe, alte Möbel und Bedarfsgegenstände kaufen. Dort gab es schon Oberhemden für 2,75 Mark, Schlipse für 25 und Strümpfe für 40 Pfennig und so vieles mehr, also eine interessante Einkaufsquelle für die Markthelfer, jungen Lageristen und Lehrlinge.“
Als König August von Sachsen in Leipzig zu Besuch war, kam er auch auf den Brühl. Alle Häuser waren aus sämtlichen Fenstern mit Fellen, Felldecken, Fellfuttertafeln, Großwildfellen usw. geschmückt. In einer kurzen Rede erklärte der beeindruckte König nach dem Besuch einer Rauchwarenhandlung: „Mich wundert es nicht, welch großer Warenbesitz am Brühl zu sehen war, da doch die Rauchwarenbranche der größte Steuerzahler in Sachsen ist“. Nach einer Besichtigung der Rauchwarenhandlung G. Gaudig & Blum wurde der Mitinhaber Heinrich Dodel zum Geheimrat ernannt.
Die typischen Innenhöfe waren geblieben, nur großräumiger als zuvor. Felle wurden in Flechten, großen rechteckigen Körben, mit einem Flaschenzug hochgezogen. Für die An- und Abtransporte der von den Pelzveredlern angelieferten Flechten erhielten die Markthelfer ein feststehendes Trinkgeld. Die Markthelfer hatten oft als Laufbursche begonnen und sich im Lauf der Zeit zu Sachkennern für rohe und zugerichtete Felle entwickelt. Untereinander nannten sie sich „Pelzbrüder“; ihre typische Kleidung war eine blaugestreifte Bluse und eine graue Latzschürze.

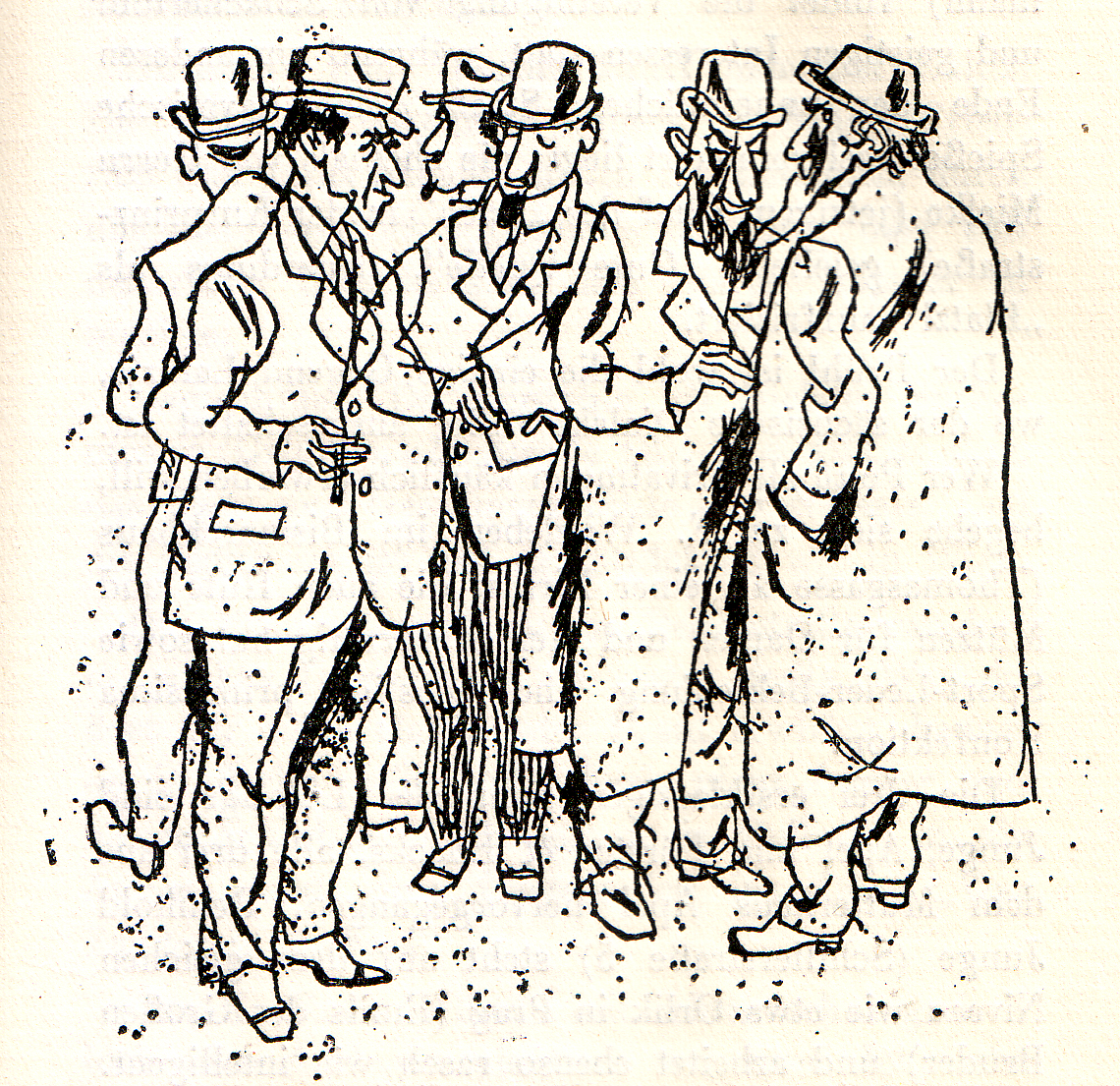
Erich Ohser: „Die Fellhändler zu Mittag auf dem Brühl“ (1929)

Das „Kontor“, nur durch eine Glaswand vom Fellspeicher getrennt, spielte eine völlig untergeordnete Rolle. Lageristen und Markthelfer waren in jedem Betrieb tätig, Buchhalter und Kontoristen nur in den größeren. Bekannt war die Straße für das „Auf-dem-Brühl-Stehen“, wo die Inhaber in den für die Branche typischen weißen Kitteln „für eine Stunde“ regelmäßig diskutierten und nebenbei nach Kunden Ausschau hielten. Der Rauchwarenhändler Jury Fränkel erinnerte sich: „Hatte man einen solchen gefischten Kunden im »Schlepptau«, so war dieser Kunde tabu für die anderen, sonst war Krach da. Oft stand die Konkurrenz vor dem Tor und wartete auf die Kundschaft, die von uns bedient wurde, um sich wie hungrige Tiger auf die Beute zu werfen, wenn diese aus unserem Geschäft herauskam“. Rauchwaren-Kommissionäre erledigten die Geschäfte für die auswärtige Kundschaft und besorgten für die deutschen Kürschner die Zupasser, die Fellergänzungen für Reparaturen und Änderungen. Nachmann Fein hatte bereits 1843 eine „Fell- und Rauchwarenhandlung“ in Leipzig gegründet, um in Kommission Hasen für die Unternehmen des Pelzhandelszentrum in Brody abzusetzen. Fein & Co. rückten später zu einem führenden Kommissionsgeschäft auf. Im Jahr 1875 gab es sieben Kommissionäre, 1914 waren es schon 121. In der Weimarer Republik vermittelten sie etwa 80 Prozent der Verkäufe auswärtiger Händler, während die Rauchwarenmesse 20 Prozent des Umsatzes erbrachte.
Die Arbeitszeit war im Allgemeinen von 8 bis 12 Uhr und von 14 bis 19 Uhr, auch am Samstag. Laut dem Fellhändler Friedrich Jäkel entschied jedoch der Chef oder Prokurist, wann das Personal am Mittag oder Abend tatsächlich gehen konnte. Vor der Rauchwarenmesse arbeitete man bis in die Nacht hinein; besonders in den Sortimentshandlungen war man mit Stechen und Bündeln der in den letzten Wochen aus den Pelzzurichtereien gekommenen Felle beschäftigt. Urlaub gab es vor dem Ersten Weltkrieg nicht, der wurde erst um 1920 eingeführt. Die Bezahlung war gering, durchweg schlechter als im Ausland, wo man an der Beschäftigung in Deutschland ausgebildeter Lageristen sehr interessiert war. Es war recht selbstverständlich, dass ein junger Lagerist sich bald nach der Lehrzeit eine Stelle in London, Paris, Brüssel oder einer der großen Städte der USA suchte, um sich weiterzubilden und sich die in der Branche notwendigen Fremdsprachenkenntnisse anzueignen. Die Söhne größerer Rauchwarenhändler gingen meist als Volontäre zu großen Firmen, besonders in London, Paris und New York. Die schlechte Entlohnung hatte nicht zuletzt ihre Ursache in den geringen Handelsspannen. Immer wieder gab es „Pleiten“, meist kam es zu einem Vergleich. Insbesondere ein Preisverfall durch modebedingte Änderungen der Nachfrage brachte die meist auf wenige Fellarten spezialisierten Händler in Schwierigkeiten, auch wenn neuartige, modische Einfärbungen vor dem Ersten Weltkrieg noch kein Thema waren.
Während des Ersten Weltkriegs wurde die Kriegsfell AG gegründet. Bereits nach zwei Jahren Kriegsdauer wurden die Kaninfelle beschlagnahmt, bald darauf sämtliche einheimischen Felle, weil das Leder anderer Häute für die Militärkleidung nicht mehr ausreichte. Den Zurichtern wurde verboten, von jemand anderem als der Kriegsfell AG Aufträge anzunehmen. Als sich 1918 mit dem Kriegsende die Aktiengesellschaft langsam auflöste, erstand manch einer der vom Wehrdienst freigestellten Mitarbeiter durch Beziehungen ein ansehnliches Warenlager, mit dem er sich in einer Zeit des Warenmangels selbständig machte. Neben deutscher Ware wurden Felle in Russland, Belgien und Frankreich requirierter Ware angeboten. Von den Kleintierhaltern kamen zu der Zeit jährlich etwa 15 Millionen Felle.

### 1920er und Anfang 1930er Jahre

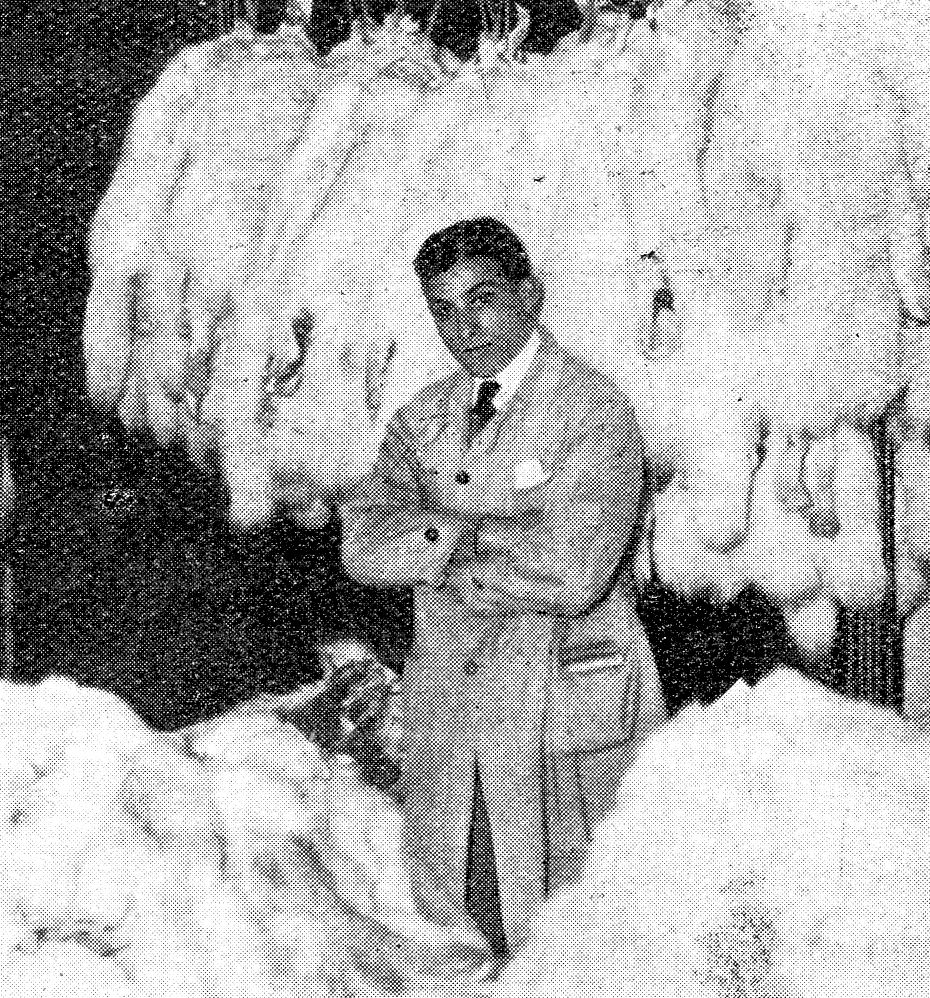
Rauchwarenhändler Siegmund Schapiro in Firma I. Ariowitsch mit Polarfuchsfellen (1930)

Nach der Novemberrevolution 1918 hatte sich Deutschland durch den Friedensvertrag von Versailles 1919 zu Reparationszahlungen an die Siegermächte (insbesondere an Frankreich) verpflichten müssen. Es kam in Deutschland zu einer der radikalsten Geldentwertungen der Industrienationen. Im Oktober 1921 wies die Mark noch ein Hundertstel ihres Wertes vom August 1914 auf, im Oktober 1922 nur mehr ein Tausendstel. Die Hyperinflation führte zu einem teilweisen Zusammenbruch der deutschen Wirtschaft und des Bankensystems. Auch die anderen kriegsbeteiligten Staaten hatten unter den Folgen des Weltkrieges zu leiden.
In den Jahren 1921 und 1922 kam es zu einem weltweiten Konjunktureinbruch. Die deutsche Volkswirtschaft konnte sich jedoch in dieser Zeit erholen. Durch den Ersten Weltkrieg war der Leipziger Rauchwarenhandel lange vom Weltmarkt abgetrennt gewesen, London und New York erfreuten sich eines gewaltigen Vorsprungs. Im Jahr 1921 fuhren Leipziger Händler zum ersten Mal wieder nach London zum Einkauf, die Ware war zuvor nur über den Umweg über die Schweiz und die nordischen Länder nach Deutschland gelangt. Auch kamen in diesem Jahr wieder in größerer Menge Felle aus Russland auf den Weltmarkt. Allmählich gelang es Leipzig, die führende Rolle zurückzugewinnen. Dies hatte jedoch nur fünf Jahre Bestand, von 1926 bis 1930. Der Brühl war zu der Zeit mit etwa 30 bis 35 Prozent am Welthandel beteiligt. Im Jahr 1929 belief sich das Weltaufkommen an Rohfellen auf etwa 1,5 Milliarden Mark, der Anteil Deutschlands auf 747,7 Millionen Mark. Der Anteil des Brühl wurde auf 500 bis 600 Millionen Mark geschätzt.
Die Goldenen Zwanziger Jahre belebten die Mode, wovon auch die Pelzbranche profitierte. Es wurde bunter, dank neuer Farbtechniken wurden billige Pelzarten in aktuelle modische Farbtöne eingefärbt. Das waren zuerst chinesische Ziegenfelle, die zu Kragen und als „Fuchskolliers“ gearbeitet wurden. Nach einiger Zeit gab es billige Damenpelzmäntel, vor allem aus Kanin in verschiedensten Veredlungsarten. Es folgte die Zeit des preiswerten Fohlenmantels. Viele andere, auch bisher kaum bekannte Fellarten kamen hinzu, teils waren sie nur kurze Zeit in Mode.
Die Hauptpartner des deutschen Rohfellhandels waren für den Import Russland, für den Export die USA. Bearbeitete Felle kamen überwiegend aus Frankreich, der Sowjetunion und England, England und Frankreich waren die Hauptabnehmer. Die 50 größten Handlungen des Brühl erzielten nach Angabe des Rauchwarenhändlers Walter Krausse 1927/1928 einen Gewinn von mehr als 23 Millionen Mark. Auch in den 1920er Jahren waren es nur wenige Rauchwarenhändler, auf die sich der Hauptumsatz verteilte. Auf diese 50 Firmen entfielen 90 Prozent des Ein- und Verkaufs, über Kapitalbeteiligungen hatten sie fast alle Anteil an der Pelzveredlung. Von 100 Händlern gehörten nur sechs zu den „Großen“. 1928 war die Anzahl der Rauchwarenhandlungen am größten; das Adressbuch von Leipzig des Jahres 1929 führt 697 Rauchwarenhandlungen auf.
Inzwischen war der Brühl nicht nur ein Großhandelsplatz für Pelzfelle, sondern auch ein Zentrum für den privaten Pelzkauf. In einer Londoner Fachzeitschrift des Jahres 1926 findet sich der Satz: „Den Brühl mit seinen schönen Pelzläden halte ich für das schönste Pelzviertel Europas“. Das Großereignis der Pelzbranche war die Internationale Pelzfach-Ausstellung im Jahr 1930.
Nach der Ausstellung begann das Geschäft, vor allem mit dem Inland, trotz hoher Preise erfolgversprechend. Speziell Edelfelle wurden reichlich verkauft. Die kommende Saison war für die Kürschner jedoch mäßig. Dann aber begann völlig unerwartet die Weltwirtschaftskrise, 1931 wurde das „Pleitejahr“. Jeder hatte reichlich teure Ware am Lager, die Zahlungen kamen nicht wie erwartet, es gab Wechselproteste und im Rohfellhandel trat schlagartig ein Preissturz ein, wie er so bisher in der Branche wohl noch nicht vorgekommen war. Nicht einmal zu einem Viertel oder Fünftel des Preises war die Ware abzusetzen. Am schlimmsten traf es die Kürschner, die Großhändler konnten sich häufig mit ihren Banken auf langjährige Kreditrückzahlungen einigen. Von den umsatzstärksten Händlern gab jeder dritte auf; die Warenverluste lagen bei 40 bis 50 Millionen Mark. Die Jahre, beginnend 1930, bis 1935 gehörten zu den schwersten, welche die Rauchwarenwirtschaft bis dahin durchmachen musste. Leipzigs Rauchwarenhandel erlitt in diesen Jahren Konkurse in Höhe von insgesamt 59 Mill. Mark und Warenverluste in Höhe von 40 bis 50 Mill. Mark. Das Eigenkapital der untersuchten 50 Firmen ging vom 1. Januar 1928 bis 1. Januar 1931 um mehr als ein Drittel zurück und betrug Anfang 1933 nur noch weniger als ein Drittel gegenüber Januar 1928. Der Lagerwert betrug am 1. Januar 1933 nur noch die Hälfte vom 1. Januar 1928. Der Umsatz betrug in den Jahren 1927 bis 1929 über 500 Mill. Mark, in den Jahren 1930 bis 1932 nur noch etwa 250 Mill. Mark. Anstelle eines Ertrags in den Jahren 1927 bis 1929 mit über 23 Mill. Mark Gewinn entstand in den Jahren 1930 bis 1932 ein Verlust von 7,5 Mill. Mark. 19 der 50 Firmen erzielten einen kleinen Gewinn, die anderen 31 schlossen mit einem Verlust ab.
Die Firmen drängten sich auf kleinem Raum. Im Haus „Blauer Hecht“, postalisch zur Nikolaistraße gehörend, gab es 34 Pelzbetriebe. Die 52 Häuser des Brühl beherbergten jedes durchschnittlich sechs bis sieben Rauchwarenhändler, in manchen waren 20 und mehr Firmen. Die führenden Händler besaßen allerdings eigene Gebäude. Thorer im Brühl 70 und in der Ritterstraße 31/33 beschäftigte 84 Mitarbeiter. In den benachbarten Straßen Ritterstraße, Reichsstraße, Richard-Wagner-Straße und Nikolaistraße befanden sich zusammen noch einmal etwa die gleiche Anzahl wie auf dem Brühl.
Leipzig war inzwischen auch zum organisatorischen Zentrum des Rauchwarenhandels geworden. Von sieben Fachverbänden hatten fünf ihren Sitz in Leipzig. Als 1930 ein internationaler Unternehmerverband entstand, wählte man einen Präsidenten vom Brühl. Mit dem Leipziger Verbandssitz wurde Leipzig auch der organisatorische Mittelpunkt der internationalen Rauchwarenindustrie. Durch die Verbände am Brühl der 1920er Jahre entstanden eine Kürschnerschule, eine Zentralstelle für die Forschung und eine Fachausstellung. Leipzig war nicht mehr nur ein Zentrum des Rauchwarenhandels und der -veredlung, sondern auch der Forschung, Ausbildung und der Öffentlichkeitsarbeit.
- Im Jahr 1928 hatte der Reichsverband der deutschen Rauchwarenfirmen 688 Mitglieder, davon 480 in Leipzig.
- Der Verband Deutscher Rauchwaren-Zurichtereien und Färbereien hatte schätzungsweise 210 Mitglieder, davon 120 in Leipzig.
- Im Reichsbund der Deutschen Kürschner waren schätzungsweise 3000 Mitglieder, davon 215 in Leipzig. Ihm war auch der Verband der Konfektionskürschner zu Leipzig mit sämtlichen Mitgliedern angeschlossen.
- Die Vereinigung Deutscher Schweiffabrikanten umfasste 16 Mitglieder.
- Die Vereinigung Deutscher Pelzwarenfabrikanten hatte 34 Mitglieder, davon 10 in Leipzig.
- Der Verein der griechischen Rauchwarenhändler in Leipzig „Keleton“ hatte 33 Mitglieder.
- Unabhängig vom Verband der Konfektionskürschner zu Leipzig bestand die Ortsgruppe Leipzig des in Berlin beheimateten Reichsverbandes selbständiger Kürschner und Mützenmacher Deutschlands mit 42 Mitgliedern und der Verein selbständiger Kürschner für Leipzig und Umgegend mit 294 Mitgliedern, davon 260 in Leipzig.[23]

Nach 1935 normalisierte sich der Markt am Brühl in bescheidenerem Rahmen, Kunden, die noch direkt bezahlen konnten, waren knapp und sehr geachtet. Neue Fellarten und Veredlungen belebten das Geschäft. Der Rauchwarenhändler Friedrich Jäkel berichtete 1966 rückblickend:
„Man kann sich heute gar keinen Begriff machen, welche ungeheuren Warenmengen damals auf den Lägern der Rauchwarenhändler lagen. Jeder Händler hatte eine Anzahl ausländischer Kunden, sonst war er kein »Brühlianer«. Aber daß zu diesen Zeiten die Exportgeschäfte, vor allen Dingen die großen, oft mit einem Bruttonutzen von nur sieben bis acht Prozent getätigt wurden, erscheint heute fast unglaublich, aber es ist zu bedenken, daß die Unkostenkonten gegen die sehr hohen Verkaufssummen von damals sehr niedrig waren. Auch die Nutzen an Inlandsverkäufen waren selten höher als 15 Prozent, es sei denn, man hatte sich in London oder anderswo eine sogenannte »Mezzie« geschnappt, um im Brühldeutsch zu reden, da wurde natürlich ein besonderer »Reibach« gemacht.“
Dann begann man auf dem Brühl die ständig steigende Arbeitslosigkeit zu spüren, die Gläubigerversammlungen von in Schwierigkeit geratenen Firmen nahmen wieder zu. 460 der 794 Rauchwarenhändler (58 Prozent) waren jüdischer Herkunft, überwiegend waren sie aus Polen und Russland zugezogen. Als vielfache Millionäre unter ihnen werden die Firmen Harmelin, Eitingon und Ariowitsch genannt. Zu den bedeutenden nichtjüdischen Unternehmen zählten Thorer, Dodel, Selter & Weinert, Gloeck und Krause, neben jeweils vielen kleinen Unternehmern. Die verbliebenen jüdischen Händler gerieten zudem zunehmend in Sorge wegen des herannahenden Nationalsozialismus.

### 1933 bis Ende des Zweiten Weltkrieges
Ende Januar 1933 erfolgte die Ernennung Adolf Hitlers zum Reichskanzler. Die jüdischen Händler wurden vertrieben, ihre geschäftlichen Verbindungen nahmen die Emigranten mit nach England oder in die USA, wo sie neue Unternehmen aufbauten. Ihre Unternehmen waren preiswert zu haben, auch wenn der Staat einen „Arisierungsgewinn“ von 50 Prozent verlangte. In der „Deutschen Kürschner-Zeitung“ von 1940 stand: „Der arische Erwerber“ durfte „weder die jüdische Firmenbezeichnung verwenden noch einen Hinweis auf den jüdischen Vorbesitzer oder Gründer im Firmennamen und zur Werbung vornehmen“.
Typisch für den Brühl war trotzdem nicht die Arisierung, sondern die Liquidation der jüdischen Betriebe, was den Niedergang des Rauchwarenhandels beschleunigte. Der Reichsverband der deutschen Rauchwarenfirmen stellte seinerzeit fest, dass bis Ende 1936 insgesamt 113 Rauchwarengroßhandelsfirmen teils nach London, teils nach Paris, Prag, Mailand oder Brüssel abgewandert waren. Diese Firmen hatten insgesamt einen Umsatz von 80 Mill. Mark im Jahr 1928 erzielt, 93 Mill. im Jahr 1929, 57 Mill. im Jahr 1930 und 60 Mill im Jahr 1931. Ihr gemeinsamer Auslandsumsatz lag in der Zeit zwischen 28 (1930) und 50 Millionen (1929). In der Fachpresse erschien 1939 eine Liste noch bestehender Rauchwarenhandlungen mit 342 Unternehmen, das waren 452 weniger als 1929. Das Minus entsprach der Anzahl der früher existierenden jüdischen Firmen (360), die „Arisierung“ einiger weniger größerer Firmen wurde statistisch ausgeglichen durch die Aufgabe einiger kleinerer Betriebe.
Für die am Brühl verbliebenen Unternehmen wurde die Lage schlechter. Man klagte über den Mangel an Devisen, Beschränkungen bei Auslandsreisen und fehlende Kredite. Der Umfang des Imports und Exports und die Hauptabnehmerländer veränderten sich drastisch. Einige Rauchwarenhändler des Brühl hatten zuvor schon im Ausland Zweigbetriebe oder Kommissionslager errichtet, um die zugenommenen Zölle und andere Außenhandelsbeschränkungen der Staaten zu umgehen, vor allem in New York und London. Doch blieb ein Teil der Leipziger Produkte besonders gefragt, dank der geschätzten Leipziger Pelzveredlung, vermindert allerdings durch den Auf- oder Ausbau eigener Veredlungsbetriebe in den Abnehmerländern des Leipziger Brühl. Es wurden jetzt hauptsächlich inländische Felle gehandelt.
Das Staatshandelsunternehmen V/O Sojuzpushnina hatte das ehemalige Grundstück der Kriegsfell AG in der Katzbachstraße als Lagerhaus übernommen. Lange Zeit machte sie nur mit den wenigen Großabnehmern Geschäfte, auch Ausländern, die in der Nachkriegszeit schon mit Devisen oder per Vorkasse bezahlen konnten. Der gesamte sowjetische Außenhandel mit Rauchwaren wurde als Monopol über die Gesellschaft abgewickelt. Die Politik der Nationalsozialisten brachte den Handel mit der Sowjetunion fast zum Erliegen. Anfangs konnten die meisten Händler mit den recht großzügig zugeteilten Devisengenehmigungen noch in London und auf den von der Sojuzpushnina veranstalteten Rauchwarenauktionen einkaufen.

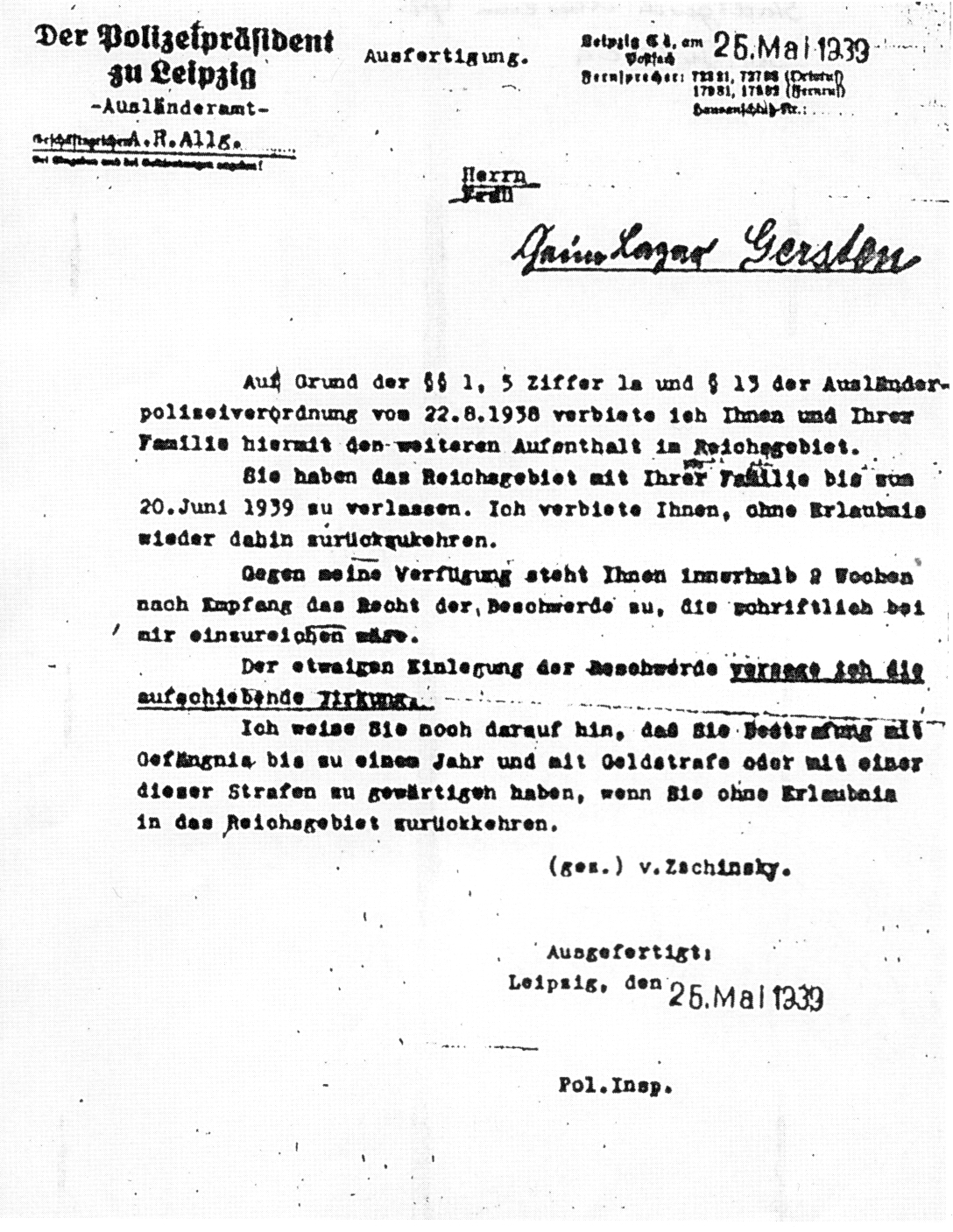
Ausweisungsbescheid für die jüdische Familie Chaim Laza Gersten. Die Familie Gersten besaß ein Pelzgeschäft am Leipziger Brühl: Pelzhaus Gersten, Pelze engros - en detail. Der Sohn Adi war Kürschner, seine Schwester Thea Pelznäherin. Die Familie emigrierte nach England, der zurückgebliebene Vater wurde von den Nationalsozialisten ermordet.

In Leipzig waren 1929 von 794 Rauchwarenhändlern deutlich mehr als die Hälfte jüdischer Herkunft. Nach der Machtübernahme durch die NSDAP wurden zunehmend jüdische Händler am Brühl diskriminiert und vertrieben. Anfangs zögerten noch viele ihre Heimat zu verlassen, hatte doch die Fachzeitung „Der Rauchwarenmarkt“ im Mai 1933 eine amtliche Mitteilung unter der Überschrift veröffentlicht: „Keine Eingriffe in den Rauchwarenhandel“. Darin hieß es unter anderem: „daß jüdische Firmen der Rauchwarenbranche, die in Deutschland hauptsächlich in Leipzig, ihren Sitz haben, keinerlei Eingriffe zu gegenwärtigen brauchen“. 1935 wurden drei jüdische Geschäftsleute von Nazis gezwungen, mit Schildern um den Hals, auf denen zum Boykott gegen jüdische Geschäfte aufgerufen wurde, über den Brühl und andere Straßen Leipzigs zu gehen. 1938 lautet unter der Überschrift „In 1000 Schlupflöchern sitzt noch der Jude“ eine Bildunterschrift in der Zeitung Wirtschaft und Arbeit: „So wimmelte es noch vor nicht zu langer Zeit in den Leipziger Rauchwarenlagern von Juden. Die wenigen Arier dazwischen machen den Kohl nicht fett.“
Bis 1936 waren am Brühl bereits 113 Firmen, die 1931 einen Umsatz von 60 Millionen Reichsmark erzielt hatten, ins Ausland abgewandert, wurden liquidiert oder waren an „arische“ Unternehmer gefallen. Sie nahmen ihre Geschäftsverbindungen mit nach England oder in die USA, wo sie neue Unternehmen gründeten. In Leipzig machte die jüdische Bevölkerung nur einen Anteil von etwa 2,04 Prozent aus, jedoch lag das Hauptbetätigungsfeld traditionell im Handel. So waren von insgesamt 794 Rauchwarenhändlern 460 jüdischer Abstammung, also etwa 58 Prozent.(Stand 1929) Etwa 2000 Menschen waren in den jüdischen Betrieben beschäftigt und verloren ihre Existenz. Weitere Betriebe, die ihre Kunden verloren hatten, gingen in Konkurs. Mit der Reichspogromnacht, in der die Tiktiner Synagoge brannte, wurde es für jüdische Händler gänzlich unmöglich, ihr Geschäft weiterzuführen. Dreieinhalb Jahre vor Kriegsende, im September 1941, schreibt ein R. H. in der „Kürschner-Zeitung“, es wären nun auf dem Brühl fast drei Viertel der Betriebe von Ostjuden gesäubert worden und der Brühl sei „wieder Mittelpunkt der europäischen Rauchwarenwirtschaft“. Tatsächlich jedoch hatte die antisemitische Politik der Nationalsozialisten den Pelzhandel am Brühl für immer um seinen Weltruhm gebracht. Das letzte Firmenschild, das herabgeholt wurde, war das von Heinrich M. Königswerther, „es trägt nun auch einen neuen Namen“.
Viele der Leipziger Rauchwarenhändler waren gebürtige Juden. Im Rahmen der Nürnberger Gesetze wurde vielen von ihnen die deutsche Staatsangehörigkeit einfach aberkannt. Am 26. Oktober 1938 erfolgte für sie ein Aufenthaltsverbot, worauf sofort etwa 500 Juden nach Polen abgeschoben wurden. Im Mai 1939 mussten weitere „polnische Juden“ Leipzig verlassen. „Ihr Schicksal im einzelnen ist unbekannt; bis auf einige wenige dürften sie der Massenvernichtung während des Zweiten Weltkrieges zum Opfer gefallen sein. Nach Leipzig kehrte nach Kriegsschluß ein einziger der 1938/1939 deportierten Juden des Brühls zurück.“
Am 21. Januar 1942 erfolgte der erste Transport jüdischer Leipziger Bürger in die Vernichtungslager, es folgten bis zum 14. Februar 1945 acht weitere. Nur vom letzten, mit 169 Personen nach Theresienstadt, sind Überlebende nachgewiesen.
Im Jahr 1941 verkündete die „Deutsche Kürschner-Zeitung“: „Der Brühl ist judenrein“. „Es gibt in seinem Bereich keine jüdischen Händler mehr. Es war nicht nötig, sämtliche Hintertreppenunternehmen aufrecht zu erhalten“. Im März 1944, ein Jahr vor Ende des Krieges, legte die kriegsbedingt vereinigte „Deutsche Kürschner-Zeitschrift und Kürschner-Zeitung“ noch einmal nach. In einem knapp zweiseitigen Artikel, überschrieben „Die Judenplage am Leipziger Brühl“, steht unter der Zwischenüberschrift „Der Brühl wurde mit einem Schlag »stubenrein«“: „die deutsche Kaufmannschaft atmete auf, diese Pleitegeier endgültig losgeworden zu sein. Keiner weinte ihnen eine Träne nach […].“ Der Artikel endet: „Ein Berufszweig, der sich ermannt hat, die jüdischen Schmarotzer von sich zu stoßen und die Kraft aufbringt, seinem Außenhandel neue Wege zu weisen, wird auch nach siegreicher Beendigung dieses zweiten Weltkrieges in der Lage sein, die ihm zufallenden großen Friedensaufgaben zu meistern und damit der deutschen Rauchwarenwirtschaft jene Stellung im europäischen und im Welthandel zu sichern, die ihm auf Grund seiner Leistungen zukommt.“
Einige der bekanntesten jüdischen Rauchwarenhändler waren
- Julius (Judel) Ariowitsch (1853–1908). Sein Vater, Rauchwarenhändler Mordechai Ariowitsch aus Belarus, war bereits regelmäßiger Leipzig-Messebesucher. Julius (Judel) Ariowitsch’ Witwe, der Sohn Max Ariowitsch und dessen Schwager gründeten zusammen 1930 die Ariowitsch-Stiftung. Die Firma am Brühl 71 wurde 1941 zwangsliquidiert.[33]
- David Biedermann (1869–1929), Pionier des Handels mit Sowjetrussland.
- Chaim Eitingon (1857–1932), genannt „Pelzkönig vom Brühl“, Stifter der Ez-Chaim-Synagoge und des jüdischen Krankenhauses, Brühl 37–39, aus Schklow in Belarus,[34][35] später Moskau, Übersiedlung nach Leipzig 1917, mit einem Jahresumsatz 1926 und 1928 von jeweils 25 Millionen Reichsmark.
- Familie Fränkel; der Nachfahre Jury Fränkel (1899–1971) begründete das noch heute bedeutendste Handbuch des Rauchwarenhandels.
- Familie Harmelin (1830–1939) aus Brody. Jacob Harmelin (1770–1851) war regelmäßiger Messebesucher in Leipzig, 1818 wurde er als Messmäkler vereidigt und errichtete unter seinem Namen eine Leipziger Rauchwarenfirma.
- John B. (John [Joel] Berend) Oppenheimer & Comp. (1834), eine der bedeutendsten Rauchwarenfirmen Mitte des 19. Jahrhunderts.
- F. Weiss (1893–1982)
- Theodor Wolf (um 1833), 1874 von der Firma N. Haendler & Sohn übernommen.

Walter Fellmann zog als Fazit für diese Zeit: „Für eine Hochburg der Nazis war der Brühl zu weltoffen, für ein Zentrum des Widerstandes zu liberal“.
Eine der letzten bedeutenden Aktionen des Brühl war die Einkaufsreise von Paul Hollender, Walther Kranich und Richard Pohl in die Sowjetunion. Der größere Teil des erheblichen Einkaufs erreichte wegen des Überfalls Deutschlands auf die Sowjetunion ihre Empfänger nicht mehr. Nach Kriegsausbruch begann mit einer ersten Verordnung vom 4. September 1939 die Zwangsbewirtschaftung des Pelzhandels. Erstes Ziel der Verordnungen war die Beschaffung von Devisen durch Exporte. Um den Aufkauf von Fellen zu unterstützen, wurden auf staatliche Weisung hin verschiedene Organisationen gegründet, ohne Beteiligung der Leipziger Händler. Ein Erlass des Jahres 1941 rief die deutsche Bevölkerung dazu auf, im Rahmen der „Sammlung von Woll-, Pelz- und Wintersachen für die Front“, Pelzwerk aller Art abzuliefern. Juden wurden bei einer Nichtablieferung ihrer Pelze ausdrücklich mit dem Tod bedroht.
Nachdem der Brühl seine handelspolitische Bedeutung verloren hatte, ging er mit dem Bombenangriff in der Nacht vom 3. zum 4. Dezember auch seiner materiellen Substanz verlustig. Am Abend des 4. Dezember breitete sich das Feuer auf die Brühl-Höfe aus. In anderthalb Wochen brannte zwischen Reichs- und Katharinenstraße sowie der Nordseite des Brühl, dem einstigen Zentrum des Rauchwarenhandels, alles aus. Am Ende blieben noch neun Gebäude. Die Richard-Wagner-Straße war ebenfalls nahezu total zerstört. Am wenigsten betroffen waren die Nikolai- und die Ritterstraße. Die in die Keller geschaffte Ware wurde durch Rohrbruch zerstört. Als der Krieg zu Ende war, gab es von den 794 Rauchwarenhandlungen noch 170, die auf engstem Raum zusammenrückten. Vor allem befanden sie sich in Oelßners Hof in der Nikolaistraße 20/26.

### DDR

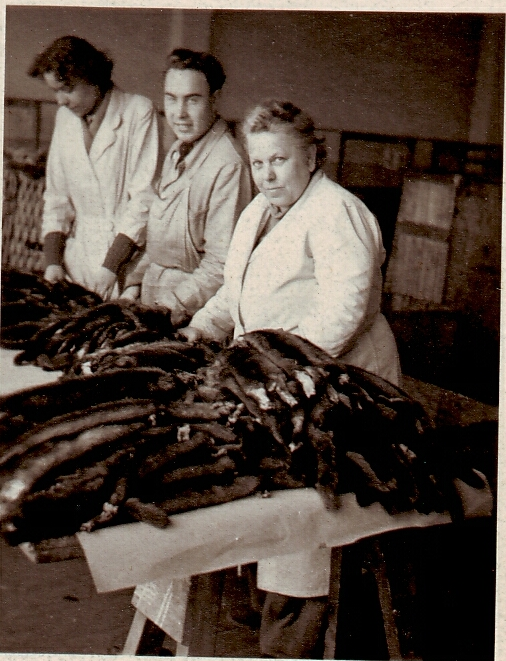
Mitarbeiter der VEAB - Volkseigener Erfassungs- und Aufkaufbetrieb für Rauchwaren

Nach dem Krieg war der Brühl und auch seine Wirtschaftskraft endgültig zerstört. Als in Leipzig bekannt wurde, dass die Streitkräfte der Vereinigten Staaten Leipzig, das sie Anfang Mai besetzt hatten, gemäß den Jalta-Beschlüssen der Roten Armee überlassen würden, begannen die ersten Unternehmen der Pelzbranche in den Westen abzuwandern. Noch bestand die Chance, Geld zu transferieren, Werkzeuge, Maschinen und Ware mitzunehmen. Letztere stellte sich spätestens nach der Währungsreform bei Beginn des deutschen Wirtschaftswunders oftmals als das wichtigste Kapital heraus. Der Leipziger Pelzhandel blühte vor allem auch durch seine ehemals engen Beziehungen zu Russland und die Händler kannten daher aus eigener Anschauung das sowjetische Wirtschaftssystem, das für private Unternehmen keinen Raum ließ. Deshalb investierten weitsichtige Unternehmer nicht in ihre zum großen Teil zerstörten Betriebe um und vor allem in Leipzig, sondern warteten aus Westdeutschland die Zukunft ab. Die weitere politische Entwicklung mit der Teilung Deutschlands veranlasste letztlich alle Exilanten zum Bleiben in der neuen Heimat und es folgten ihnen zahlreiche weitere Firmenchefs der Pelzbranche, zusammen mit ihrem Personal. Allerdings entschied sich die Mehrzahl zur Übersiedlung erst nach der Währungsreform im Jahr 1948. Es entstand in der Bundesrepublik ein neues Weltpelzhandelszentrum um die Frankfurter Niddastraße, lange Zeit in der Branche wieder als „Brühl“ bezeichnet. Zwischen 1946 und 1948 kamen bereits 35 Firmen nach Frankfurt, in den Jahren 1957 bis 1958 waren es noch einmal 240. Angesichts der neuen politischen und wirtschaftlichen Situation hieß es anlässlich der Frankfurter Messe 1948: „Wir sind keine Konkurrenz für Leipzig, aber Leipzig ist auch keine Konkurrenz für uns.“
Das russische Unternehmen Sojuzpushnina mit seinem Handelsmonopol für russische Rauchwaren war im jetzt sowjetisch besetzten Leipzig bereits 1948 wieder, als Sojuspuschnina GmbH firmierend, vertreten. Die alten Lager in der sowjetisch besetzten Zone waren 1949 restlos geräumt, der gesamte Rauchwarenhandel bekam die neuen Felle als landeseigene Ware zugewiesen. Sie wurde auf einen Kreis von Händlern verteilt, die darauf keinen Einfluss hatten. Sie bekamen die Ware jedoch nicht direkt, sondern sie ging erst an die Färbereien und dann an ein Sortierlager, bis sie von dort abgerufen wurden. Die besten Felle wurden für den Export ausgewählt, der Rest für den privaten Verbrauch freigegeben. Die Verwendung des noch bewirtschafteten Seidenfutters für Pelze war unzulässig. Eine Tendenz zur Einzelanfertigung war unverkennbar, da hierbei ein Aufschlag bis zu etwa 80 Prozent zulässig war. Auf die Einhaltung der Stopp-Preise wurde streng geachtet. Während der zulässige Preis für 40 Sealkaninfelle 300 Mark war, kosteten sie auf dem schwarzen Markt 1400 Mark, allerdings immer in bester Qualität. Leipziger Zurichtung war immer noch gefragt, es hieß: „Was bei Persianern für die Amerikaner der Thorer-Stempel bedeutet ist für die Russen bei Seal der Arnold-Stempel“.
In Leipzig wurde im Februar 1958 das Außenhandelsunternehmen »Deutsche Rauchwaren-Export- und Import-GmbH« gegründet, die spätere Interpelz, mit dem Auftrag, wieder Rauchwarenauktionen durchzuführen. Zur Leipziger Frühjahrsmesse im Jahr 1959 erfolgte mit 14 Käufern und Vertretern aus 13 Ländern ein Verkauf von rohen Nerzfellen und Edelfuchsfellen im Tenderverfahren aus dem Aufkommen der DDR. Seit 1979 fand die Besichtigung der Auktionsware nicht mehr in Oelßners Hof statt, sondern fern vom Brühl in Markkleeberg auf dem Gelände der agra. 1963 wurde das VEB Rauchwarenkombinat Leipzig gegründet. Es bestand aus den Betrieben VEB Stadtpelz, VEB Edelpelz, VEB Sachsenpelz, VEB Schkeuditz und Adolf Arnold KG Naunhof. Von 1966 an führte das Unternehmen den Namen Brühlpelz.
In den Staatsbetrieben wurde hauptsächlich für das Ausland produziert. Abnehmer waren vor allem westdeutsche Kaufhausketten, aber auch Unternehmen in Italien.
Im Jahr 1946 erschien erstmals die DDR-Fachzeitschrift „Putz und Pelz“. Aus ihr ging 1960 die Zeitschrift „Brühl“ hervor, die ersten Ausgaben noch als „Der Brühl“. Nach Erscheinen der ersten vier Hefte zog die Redaktion von Berlin nach Leipzig um. Sehr schnell nach der Wiedervereinigung stellte man mangels Abonnenten den Verlag ein. Chefredakteurin war Gisela Unrein. Sie schrieb 1990 in der letzten, in der Zeitschrift „Modische Linie“ aufgegangenen Ausgabe:
„Liebe Leser! […] Es ist kaum ein Jahr her, daß die staatlichen Reglementierungen, die auch vor unserer Fachzeitschrift nicht haltmachten, aufhörten. Endlich verstand sich Journalismus nicht mehr als das Machtinstrument einer Klasse, sondern als die tatsächliche Widerspiegelung unserer Wirklichkeit mit all ihren Widersprüchen und Facetten. Absurd ist nur, daß die mit der freien Marktwirtschaft einhergehende und hierzulande lang ersehnte Meinungsvielfalt gleichermaßen ihren Preis hat, und das in des Wortes doppelter Bedeutung. - Den ideologischen Zwängen folgten mit dem Wegfall staatlicher Subventionen die ökonomischen. Der Vergleich mit ähnlichen Publikationen der Bundesrepublik Deutschland fiel ob besserer Druck- und Papierqualitäten, vor allem aber aufgrund hiesiger langer Herstellungszeiten, für unseren »Brühl« nicht sehr günstig aus. […]“

Brühl in der DDR
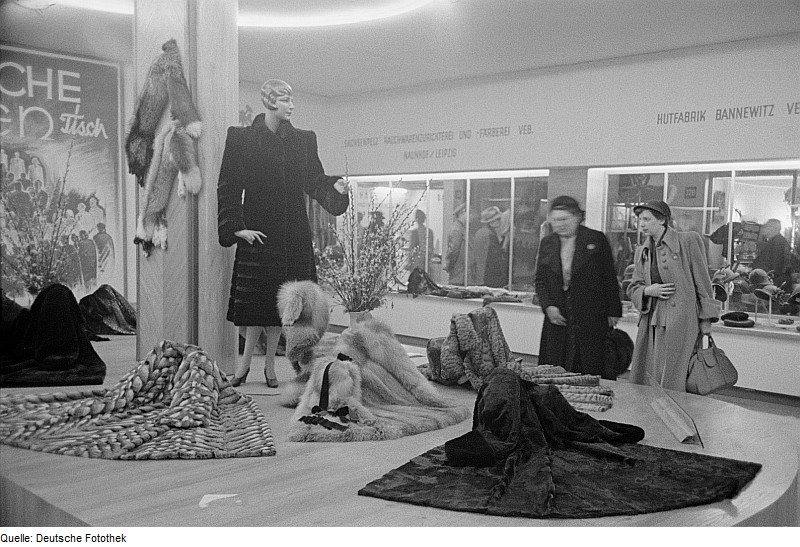
Messestand der „VEB Rauchwaren-Zurichterei und -Färberei Naunhof“ (1951)
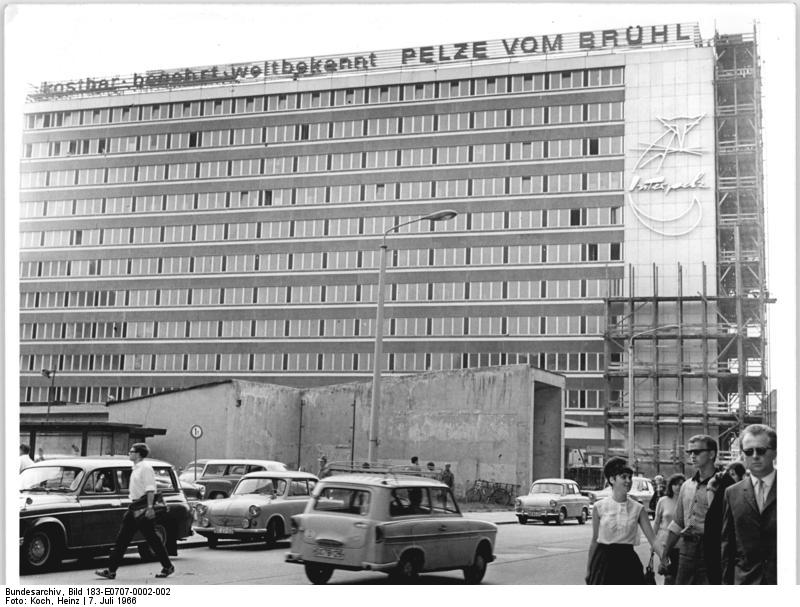
Pelzhandelshaus „Brühlzentrum“ (1966)

### Bundesrepublik

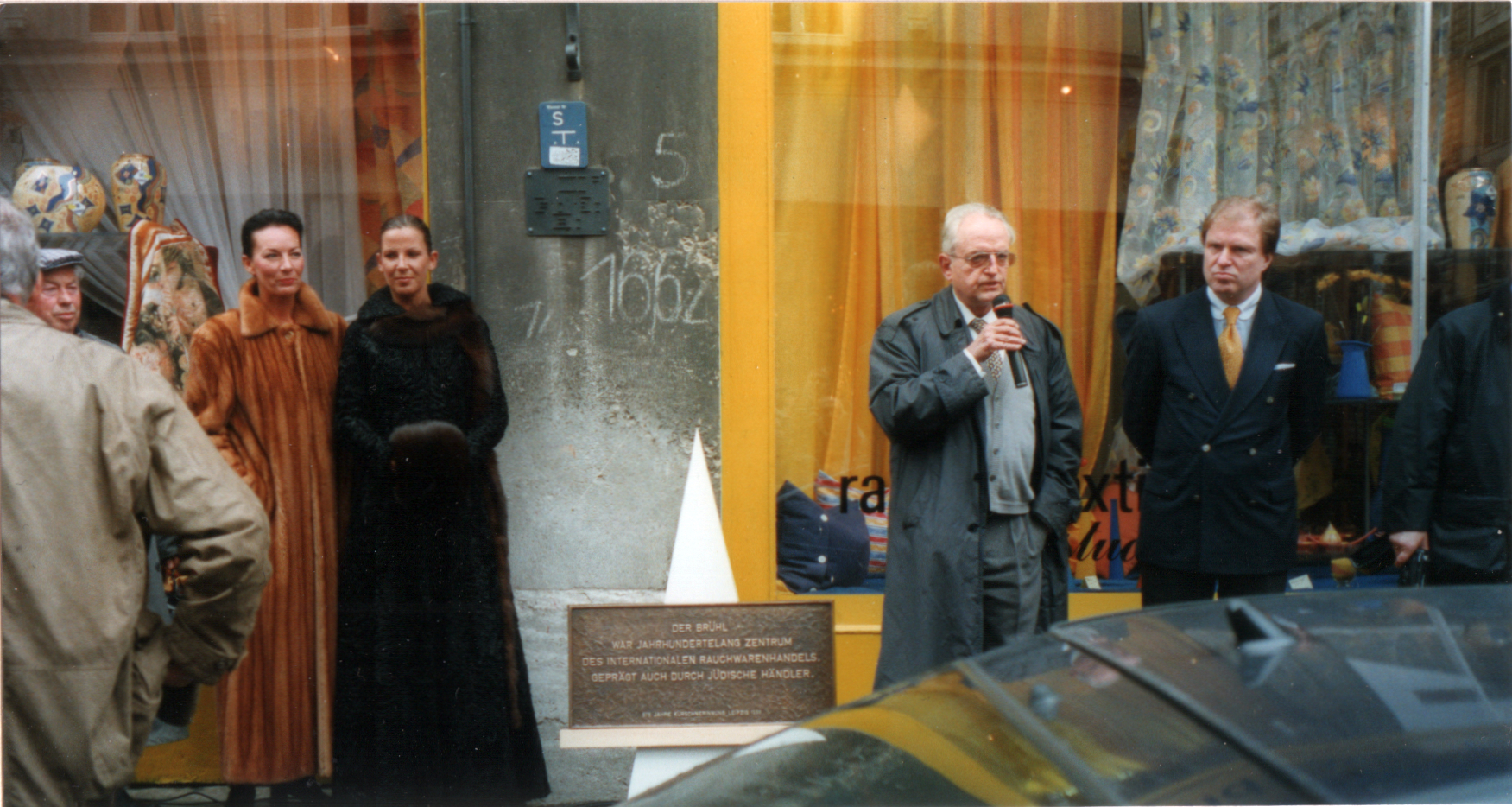
Einweihung der Gedenktafel auf dem Brühl. Laudatio durch Jürgen Thorer

Noch vor der Wiedervereinigung, Ende August 1989, veranstaltete die Frankfurter Pelzmessegesellschaft Fur & Fashion im Brühlzentrum eine Verkaufsausstellung für den DDR-Handel. Der Vorsitzende des Rauchwarenverbands Gerd Kursawe hatte zuvor erklärt: „Wir müssen mal hin, etwas für die Branche organisieren“ – und nach der Veranstaltung: „Von Umsätzen zu sprechen ist richtiger Blödsinn“. 55 im Deutschen Pelzverband vereinigte und 10 weitere Betriebe beteiligten sich. Geschätzt zwei Drittel der DDR-Kürschner waren erschienen. Wenig befriedigend fand Gerd Kursawe „die Vorboten der unwiderruflich Einzug haltenden Freien Marktwirtschaft in die östlichen Bundesländer, samt ihren mitunter wenig ehrenwerten Geschäftsmethoden, die vielen noch fremd sind wie zahlreiche der jetzt angebotenen Waren“. Gekauft wurde durch die Kürschner nur in „Kleinstquantitäten“. - „Daß in der ehemaligen DDR nicht nur das Marketing lückenhaft ist, sondern auch Ausbildung, Materialkenntnis und anderes erfuhren die 55 Unternehmen aus Augsburg, Frankfurt, Hannover, München oder Hamburg teilweise mit Unglauben und Erschütterung.“
Für Aufsehen sorgte das Unternehmen Fur International Brühl Auction, als es 1994 ankündigte, trotz der starken Konkurrenz internationaler Pelzauktionsunternehmen den Pelzverkauf in einem modernen Gebäude im Leipziger Flughafenpark durchführen zu wollen. Gegen Ende des ersten Drittels 1995 geriet es bereits in Schwierigkeiten, als keine Bankkredite mehr verfügbar waren und es seinen Mietvertrag für das Flughafengebäude in Glesien verlor. Wie es hieß, fehlten offensichtlich auch die finanziellen Mittel für ein derart ehrgeiziges Projekt.
An der „Pelzecke“ vom Brühl, Ecke Nikolaistraße, wurde anlässlich des 575-jährigen Bestehens der Leipziger Kürschnerinnung am 28. August 1998 eine Gedenktafel angebracht: „Der Brühl war jahrhundertelang Zentrum des internationalen Rauchwarenhandels, geprägt auch durch jüdische Händler.“

## Kürschner

Meister Johann George Hertel, Innungsschreiber der Leipziger Kürschner. Er berichtete in einem von ihm angelegten „Hauptbuch“ die Geschichte der Innung vom Anfang (1423) bis zum Jahr 1737.

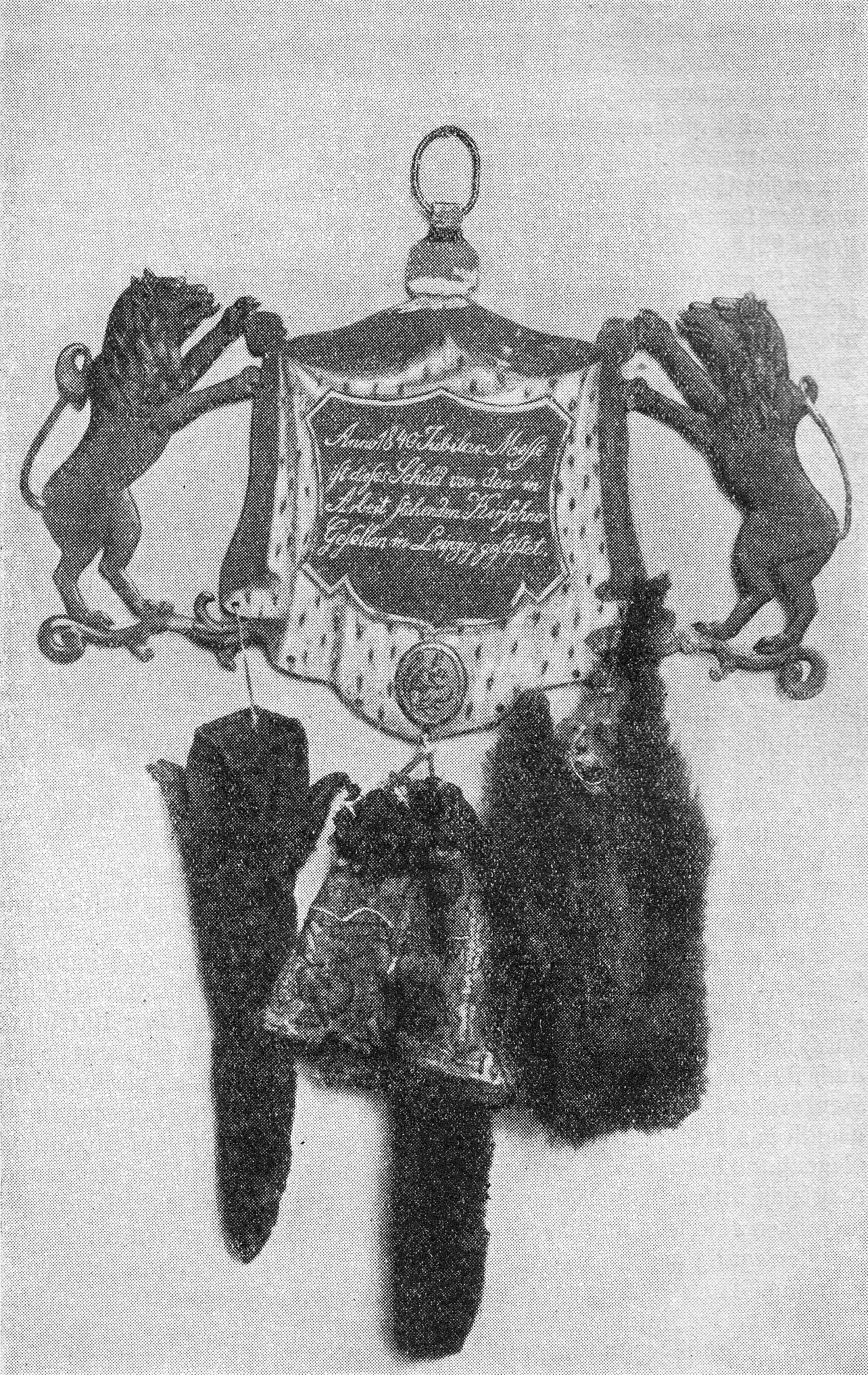
Gewerkzeichen der Kürschnergesellen zu Leipzig (1840)

Die ersten Kürschner („pellifices“) wurden in Leipziger Urkunden im 14. Jahrhundert erwähnt. 1335 war ein Kürschner, Johan peleifes, Mitglied des Rates. 50 Jahre später, 1384, wird erneut ein „Khursener“ als Ratsmitglied genannt.
Im Jahr 1419 hatte der Leipziger Rat mit den Schuhmachern wegen des von ihnen erbauten Schuhhauses einen Vertrag geschlossen, dass die Schuhmacher in den Messen, auf dem Markt feilhalten sollen und während dieser Zeit den „korsener oder ander luten“, den Kürschnern oder anderen Leuten, die Räumlichkeiten ihres Hauses überlassen werden könnten. Der erste Innungsbrief ist auf das Jahr 1423 datiert. Im Jahr 1466 bildeten die Kürschner mit 40 Meistern eine der stärksten Innungen, neben den Schneidern, Fleischern und Schuhmachern. 1772 wurde berichtet, dass das Leipziger Pelzhaus nicht mehr zusammen mit den Schuhmachern, sondern nur noch von den Kürschnern genutzt wurde. Im Jahr 1747 boten die Kürschner Kleinpelze und Pelzfutter bereits in Verkaufsständen „in dem Brüle“ an.
Durch die Messen hatten die Leipziger Kürschner einen erheblichen Wettbewerbsvorteil gegenüber Kollegen anderer Städte, sie konnten am Ort einkaufen und mussten nicht auf Märkten anderer Städte ihre Ware anbieten. Fast jeder Meister hatte jedoch Nebeneinnahmen. Sei es, dass bei ärmeren Familien die Ehefrau mit Waschen oder Ähnlichem hinzuverdiente oder zur Messe Zimmer vermietet wurde. Wohlhabendere hatten Mietshäuser, Gärten und Grundstücke, die Erträge durch Naturalien abwarfen, verliehen vielleicht auch Geld oder hatten andere Einnahmemöglichkeiten. Anfang des 19. Jahrhunderts bemühten sich die ersten Kürschner um ein Ladengeschäft auf dem Brühl oder in dessen Umgebung.
Die Erfindung der Pelznähmaschine ermöglichte es, auch ungelernte Kräfte zu beschäftigen. Im Jahr 1882 wurden, mit 78 Frauen, erstmals weibliche Mitarbeiter in Leipzigs Kürschnereien registriert. In der Weimarer Republik waren dann etwa die Hälfte der Beschäftigten Frauen, gelernte weibliche Kürschner waren jedoch immer noch die Ausnahme.
Im Jahr 1869 hatten sich im Leipziger Restaurant „Eldorado“ 36 Kürschnermeister zum „Verein Deutscher Kürschner“ zusammengeschlossen. Im Verlauf von vier Jahren kamen nur 20 neue Mitglieder hinzu, alle aus Leipzig und Umgebung, irgendwann löste sich der Verein auf, ohne die angestrebte überregionale Bedeutung erlangt zu haben. Ab 1874 erschien in Leipzig das erste Fachblatt der Branche, die „Allgemeine Kürschner-Zeitung“. Im April desselben Jahres lud die Redaktion zum ersten Kürschnertag ein, zu dem sich unerwartet bereits 300 „Fachgenossen“ einfanden. Im Jahr 1877 gründeten Leipziger Kürschner unter dem Vorsitz von Friedrich Erler eine „Genossenschaft“, die sich ab März 1878 „Die neue Kürschner-Innung Leipzig“ nannte, mit Hermann Pfeiffer als Vorsitzenden. Daneben gab es noch die alte Innung, die jedoch nur die aus einer traditionellen Kürschnerfamilie stammenden Kollegen aufnahm, aber auch von denen gemieden wurde, die für ihre Selbständigkeit nur den Gewerbeschein vom Rat der Stadt auf der Basis der Gewerbefreiheit erworben hatten. Es dauerte bis 1884, bis es zu einer Verschmelzung der beiden Innungen kam. Überregional war man schon etwas weiter. Die „Deutsche Hutmacher-Zeitung“ hatte, unterstützt von der „Neuen Innung zu Leipzig“, in den Universitätskeller in der Strohsack-Passage eingeladen. 88 Teilnehmer gründeten dort den „Verein deutscher Kürschner (VDK)“, dessen Vorsitz ebenfalls Friedrich Erler innehatte. Bis sich der lokale Verein auflöste, bestanden beide Vereinigungen eine Zeit lang nebeneinander. Eigenartigerweise gab es in Leipzig kaum mehr Kürschner als in anderen vergleichbaren Städten, wie man es auf Grund der vorhandenen Handelsfirmen und der Verarbeitungsbetriebe eigentlich annehmen müsste. Als Ursache wurde angesehen, dass die Kürschner nur für den regionalen Bedarf arbeiteten und Leipzig damit als Absatzmarkt keine Vorteile bot.
Seit 1881 veranstaltete der Verein deutscher Kürschner jedes Jahr in der ersten Woche der Leipziger Rauchwaren-Ostermesse eine „Neuheiten-Ausstellung“, als Verkaufsausstellung für Pelzbekleidung, Kürschnerbedarfsartikel, Hüte, Mützen und anderes. In den ersten Jahren fand die „Neuheitenausstellung von Pelzmode“ im Haus der Industrie- und Handelskammer, später in der attraktiveren Neuen Börse statt, dann in der Kongresshalle am Zoo, lange jedoch ohne öffentlichen Zuspruch.
Die erste „Deutsche Pelzmodenschau“ fand unter Mitwirkung der Deutschen Modeindustrie am 4. und 5. April 1921 im Krystallpalast in der Wintergartenstraße statt, Eintritt 10 Mark. Im Lauf der Jahre beteiligten sich durchschnittlich 40 Konfektionäre und 32 Kürschner. Es waren meist nur bestimmte Kürschner, die mitmachten, im Gegensatz zu der bereits eingeführten Neuheitenausstellung. Die Deutsche Modenschau galt zu Recht als seriös, ein attraktives Unterhaltungsprogramm mit bekannten Bühnenlieblingen sorgte für zusätzliche Unterhaltung. „Für die Stadt Leipzig brachte die Deutsche Pelzmodenschau eine Zäsur. Von der Modenschau gingen Impulse aus. Sie wirkte anspornend, umsatzfördernd und geschmacksbildend. Sie bereicherte Leipzig um eine weitere Attraktion.“

„G. Nauck, Inhaber Johannes Rohde, Leipziger Pelzwaren-Spezialhaus“, Brühl 43, gegründet 1868
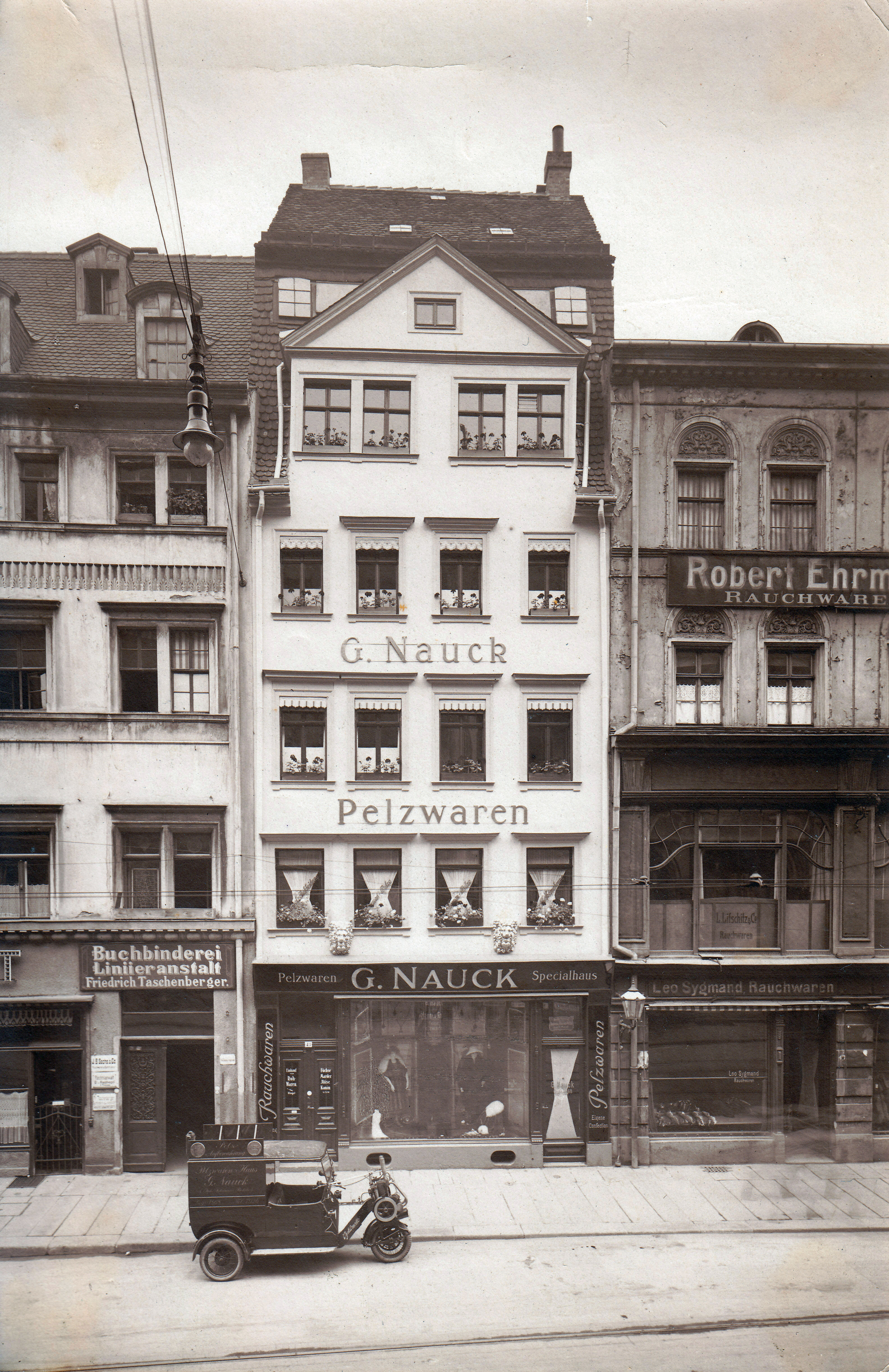
Geschäftshaus (ca. 1920er Jahre)
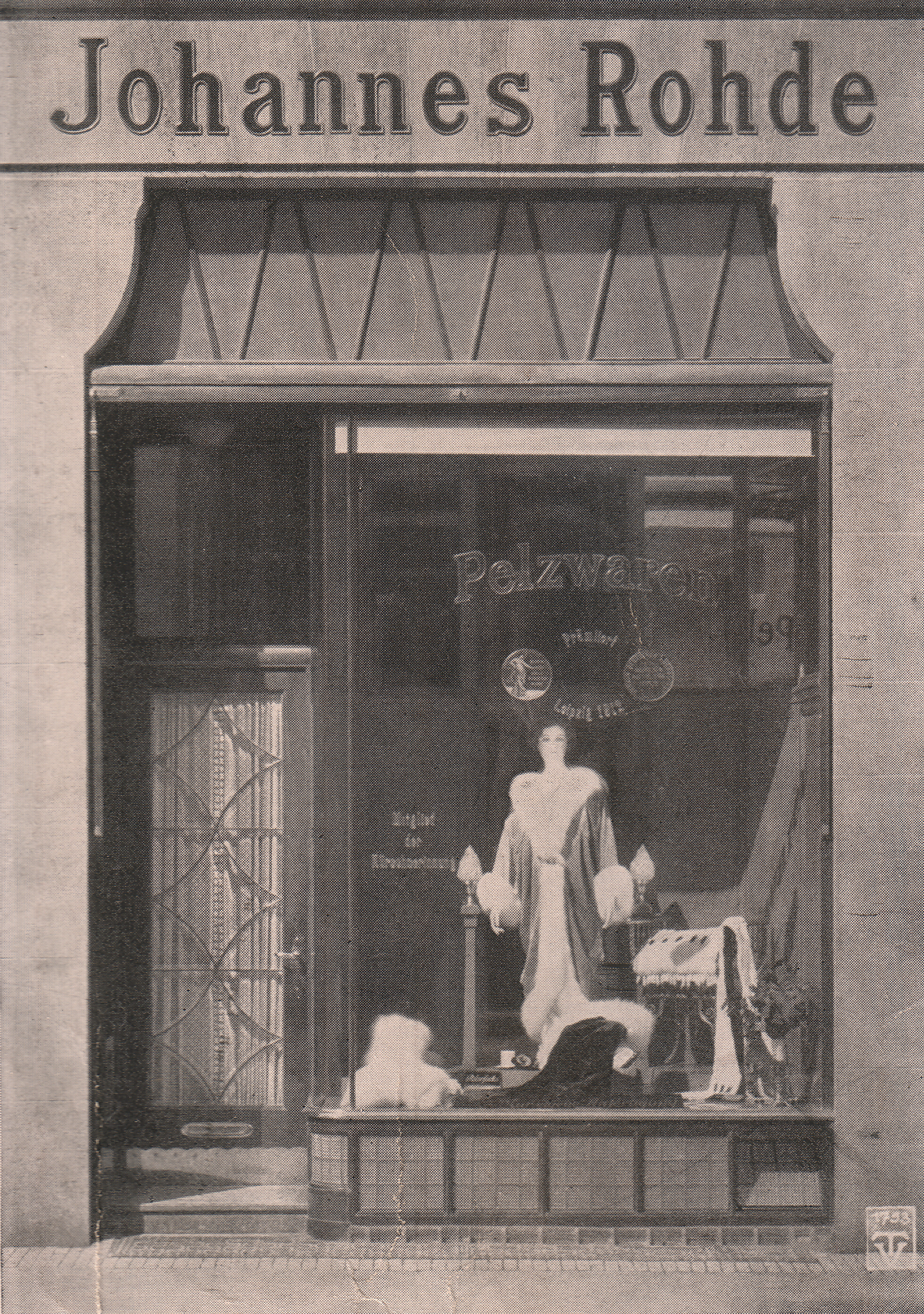
Schaufenster (1914)
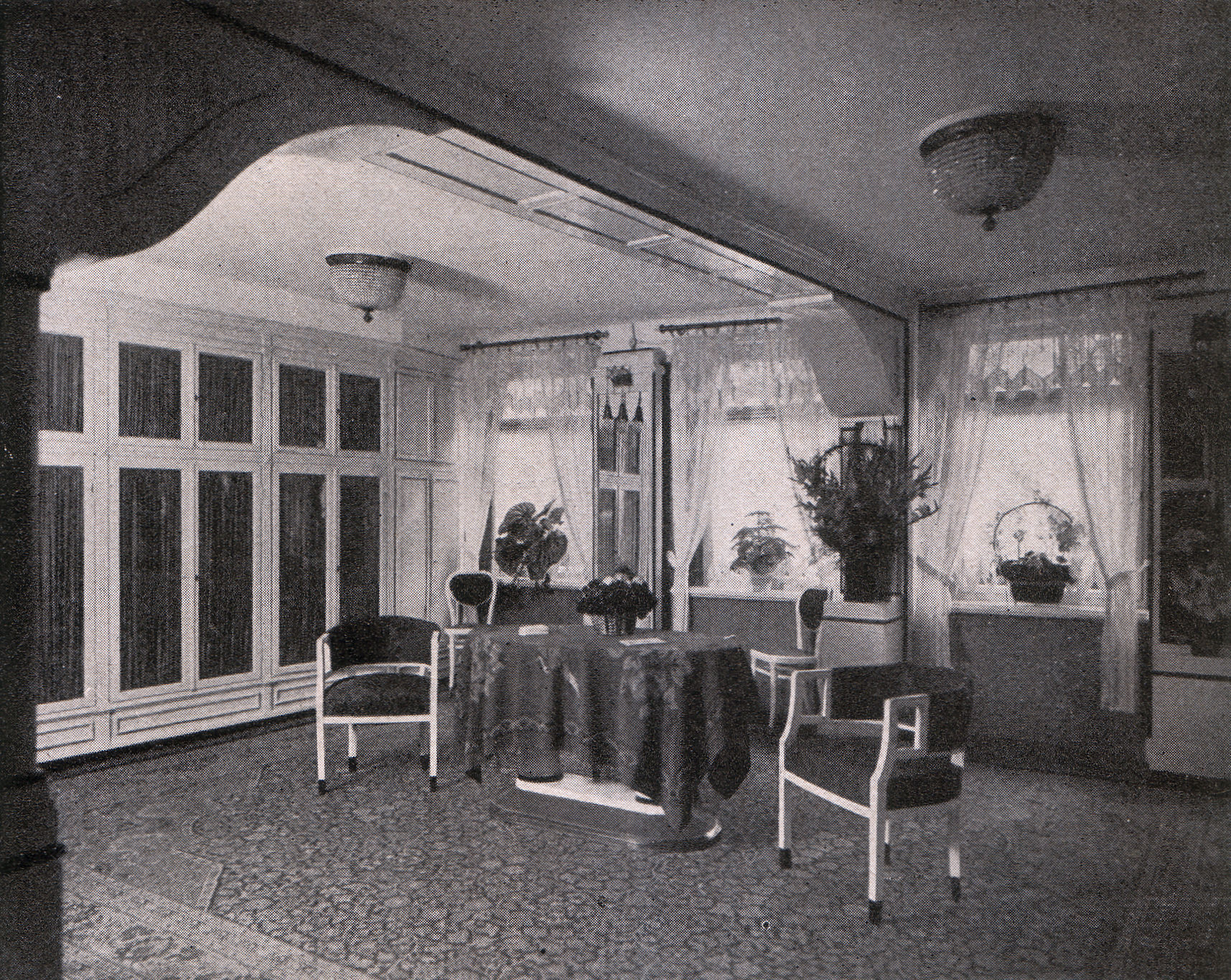
Einer der Verkaufsräume (1928)
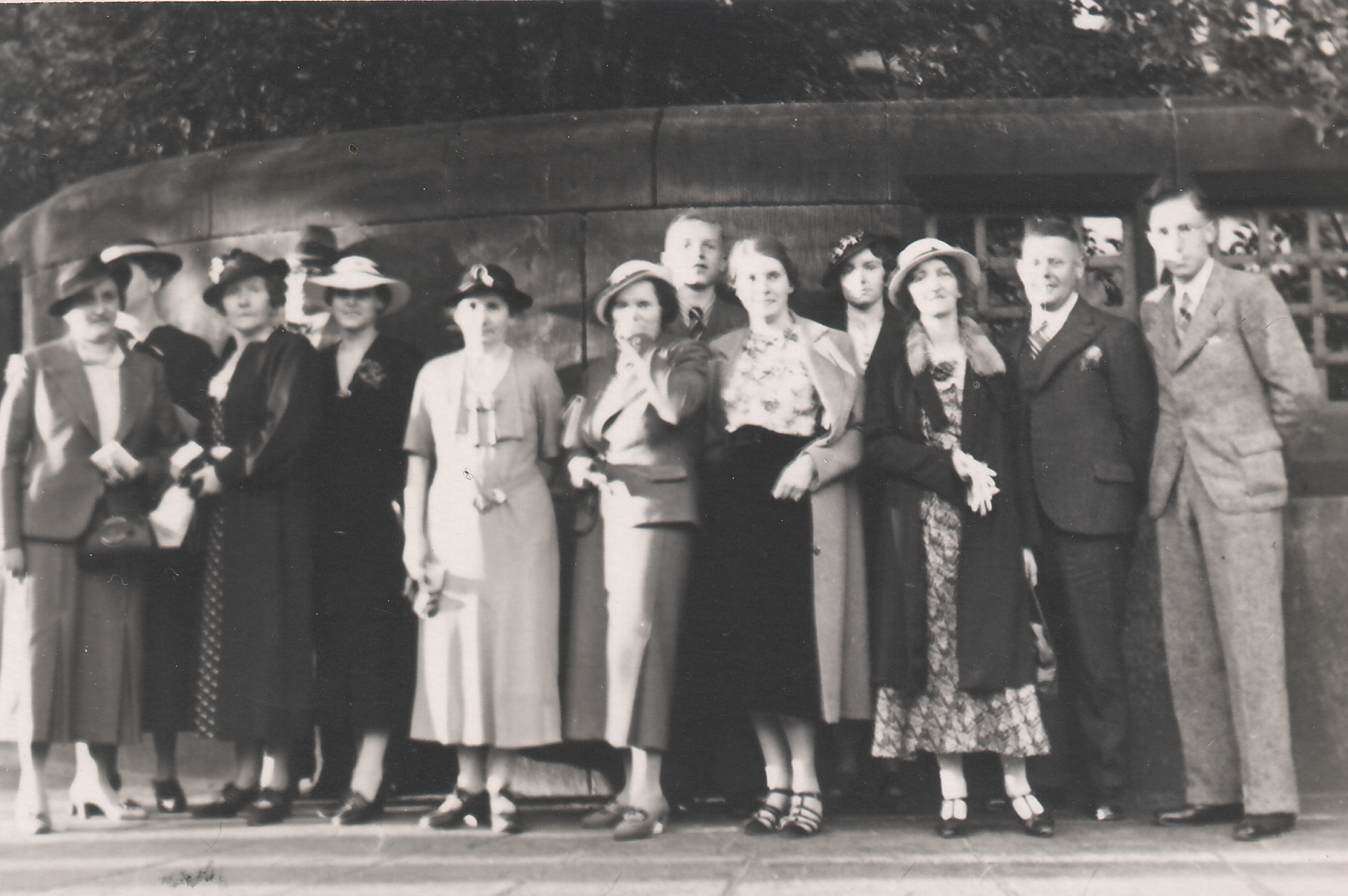
Mitarbeiter (1937)
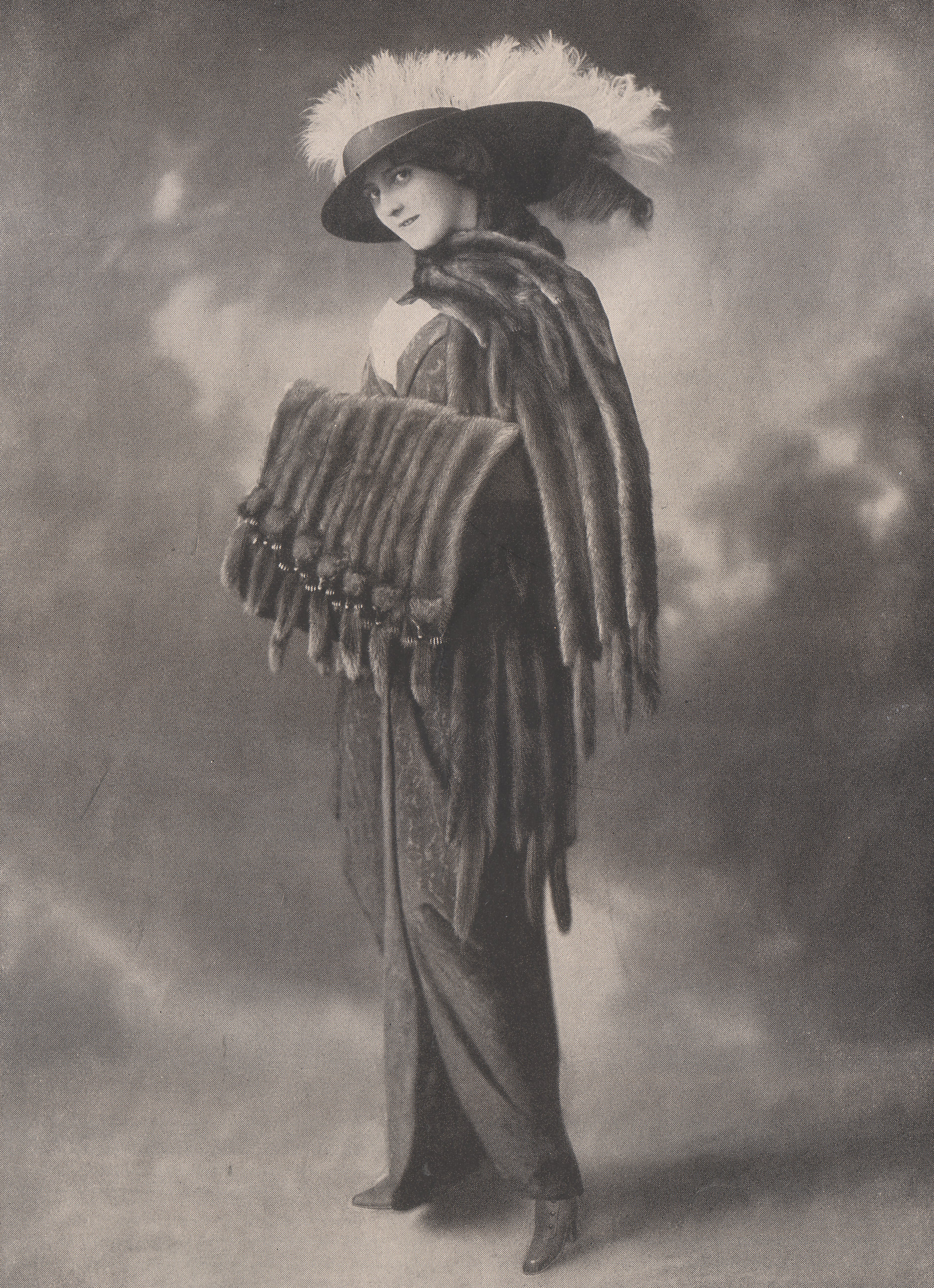
Vorführdame mit Edelmarder-Schal und -Muff (1914)

### Deutsche Kürschner-Schule

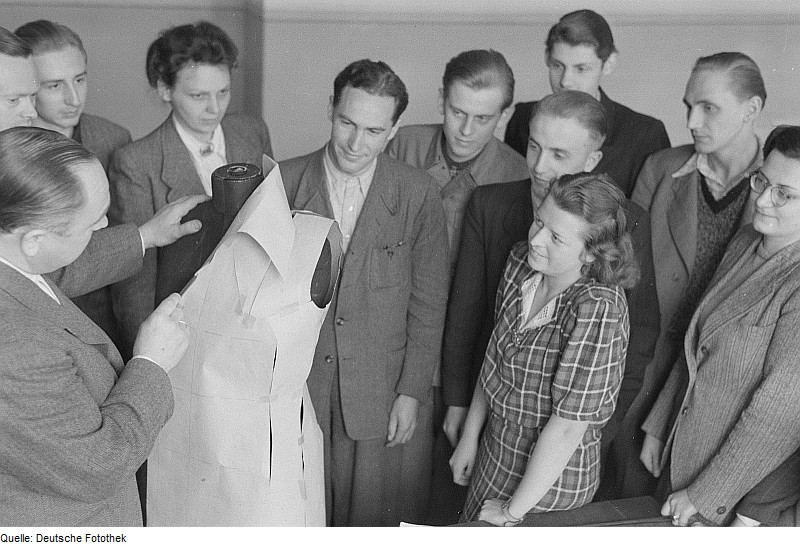
Deutsche Kürschnerschule (1949)

Zur Fortbildung der Mitarbeiter der Pelzbranche wurde am 15. März 1928 in Leipzig die Deutsche Kürschner-Schule eröffnet. Im Amtlichen Katalog der Internationalen Pelzfach-Ausstellung IPA hieß es zu ihren Aufgaben:
„Diese Lehranstalt will die im Kürschnergewerbe vorhandenen reichen Erfahrungen einer möglichst großen Anzahl von Kürschnern übermitteln. Außer dieser Vertiefung und der Vervollkommnung des praktischen Könnens und Wissens soll der Kürschner auch eine kaufmännische Ausbildung in dem Umfange erhalten, wie es für heute für jeden leitenden Angestellten und für jeden selbständigen Gewerbetreibenden erforderlich ist. Darüber hinaus sollen die Schüler der Deutschen Kürschner-Schule auch in diejenigen wissenschaftlichen Gebiete eingeführt werden, mit denen ihr Beruf sie in Berührung bringt; auf diese Weise soll ihre Allgemeinbildung vom Berufe aus erweitert werden. Als Schüler werden nur Gehilfen oder Meister zugelassen.“
Als fast der gesamte Leipziger Brühl durch einen Luftangriff am 4. Dezember 1943 eingeäschert und zertrümmert wurde, wurde auch das Gebäude der Kürschnerschule in der Sebastian-Bach-Straße zerstört. In der Fachzeitung der Pelzbranche, „Der Rauchwarenmarkt“, fand weder die Zerstörung des Brühls noch der Schule eine Erwähnung. Kriegsbedingt wurde die Zeitung nach der Ausgabe für September 1944 eingestellt.

### DDR

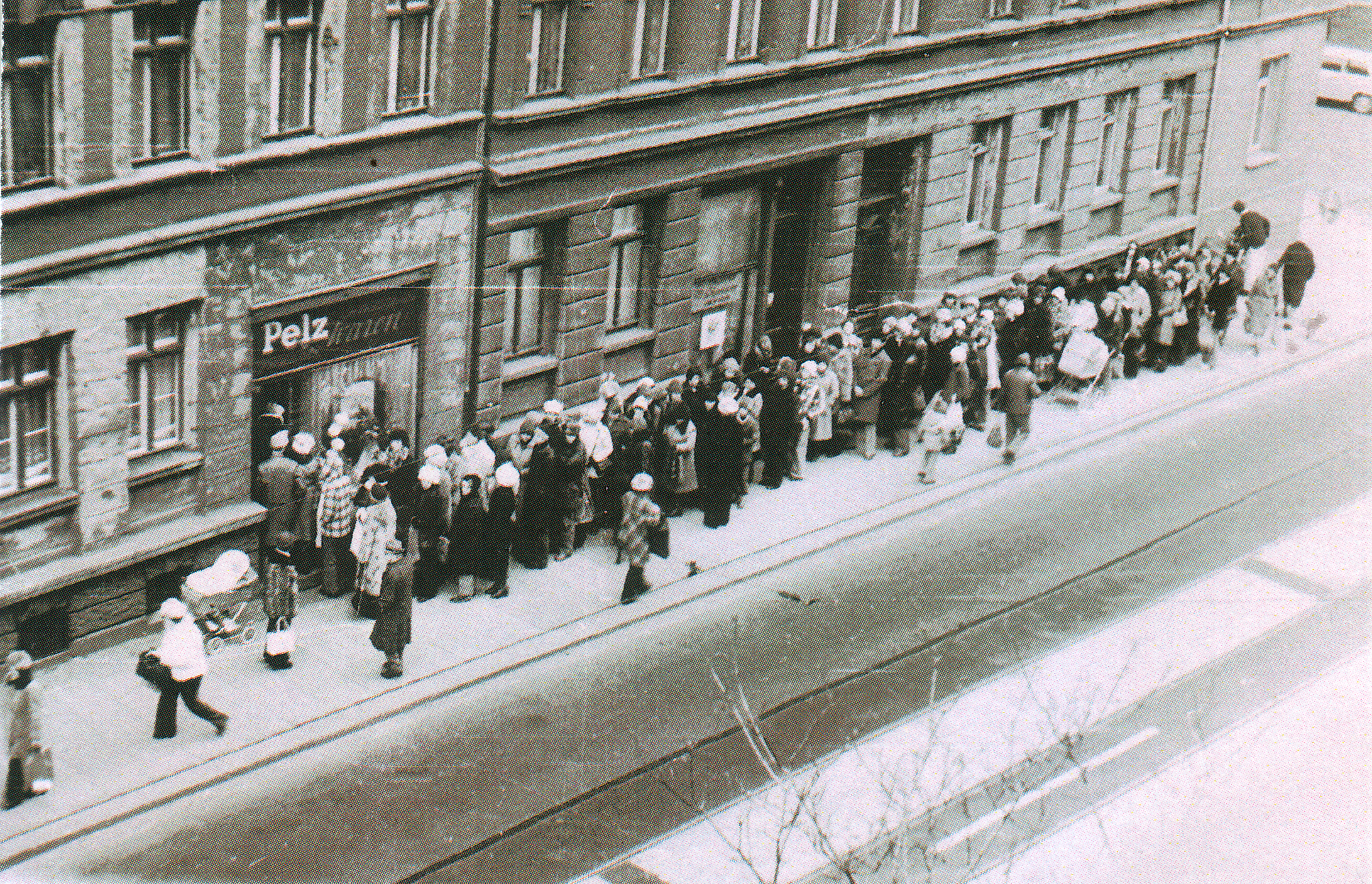
Eine Zuteilung Kaninfelle ist eingetroffen. Anstehen der Kunden nach Kanin-Tschapkas beim Kürschnermeister Klaus Rüdiger, Riebeckstraße (ca. 1980)

Vor 1989 befanden sich in der DDR im Leipziger Raum 106 private Kürschnermeister und vier Produktionsgenossenschaften, bei etwa 400 DDR-Kürschnereien insgesamt. Die Mehrzahl waren private Handwerksbetriebe, vom „Alleinmeister“ bis zu Betrieben mit bis zu zehn Beschäftigten. Seit Bestehen der DDR im Jahr 1949 hatten sich die Zahl der Privatbetriebe, wie es hieß, „durch Überalterung und fehlenden Nachwuchs“ erheblich verringert.
Felle und Zubehör erhielten die Kürschner vom VEB Pelzhandel am Brühl zugeteilt. Bei der Warenzuteilung waren die Alleinmeister jedoch immer „das fünfte Rad am Wagen“, Kombinate und Produktionsgenossenschaften gingen auf jeden Fall vor. Die dabei verlangten Preise wurden als „unverschämt“ angesehen, der Höchstgewinn für den Kürschner war mit 24 Prozent festgelegt. Zusätzlich gab es eine für ihre Tätigkeit zu honorierende Preiskommission, die „Pi mal Daumen“ (Zitat Kürschnermeister Ronald Zausch) „einen zweifelhaften Preis“ festlegte.
Zwischen 1973 und 1988 fanden in Leipzig zur Weiterbildung im Kürschnerhandwerk 12 Fachtagungen mit Referenten aus der Rauchwarenindustrie, der Pelztierzucht und des Rauchwarenaußenhandels der DDR statt. In Anlehnung an die alte Neuheitenausstellung wurde alle zwei Jahre ein öffentlicher Pelzmodellwettbewerb durchgeführt; bis 1988 war es 14 Veranstaltungen. An den in den sozialistischen Ländern stattgefundenen Pelzkongressen mit Modenschau hatte der VEB Brühlpelz einen wesentlichen Anteil. Der VEB Brühlpelz brachte vor 1990 jedes Jahr etwa 280 verschiedene Modelle in verschiedenen Fellarten heraus, dazu etwa 40 Kopfbedeckungen. Seit 1967 beschickte man auch die Pelzmesse in Frankfurt am Main. Als größte Abnehmer wurden an erster Stelle die UdSSR und die Bundesrepublik genannt.
Das Fachbuch Die Kunst des Kürschners (1951) der beiden Kürschnermeister Friedrich Malm und August Dietzsch fand auch Eingang in die Berufsschulen der Bundesrepublik. Mit dem Werk Rauchwarenherstellung und Pelzkonfektion (1970) durch ein Autorenkollektiv erschien beim Fachbuchverlag Leipzig das bisher einzige deutsche Fachbuch der Branche unter dem Aspekt der industriellen Pelzfertigung.
Vor der Wende (1989/1990) waren die Kürschnerbetriebe voll ausgelastet. Auf Servicearbeiten, wie eine Pelzumgestaltung oder Reparatur, mussten die Kunden an manchen Orten bis zu einem Jahr warten – und wenn das entsprechende Material fehlte, noch länger.

### Bundesrepublik

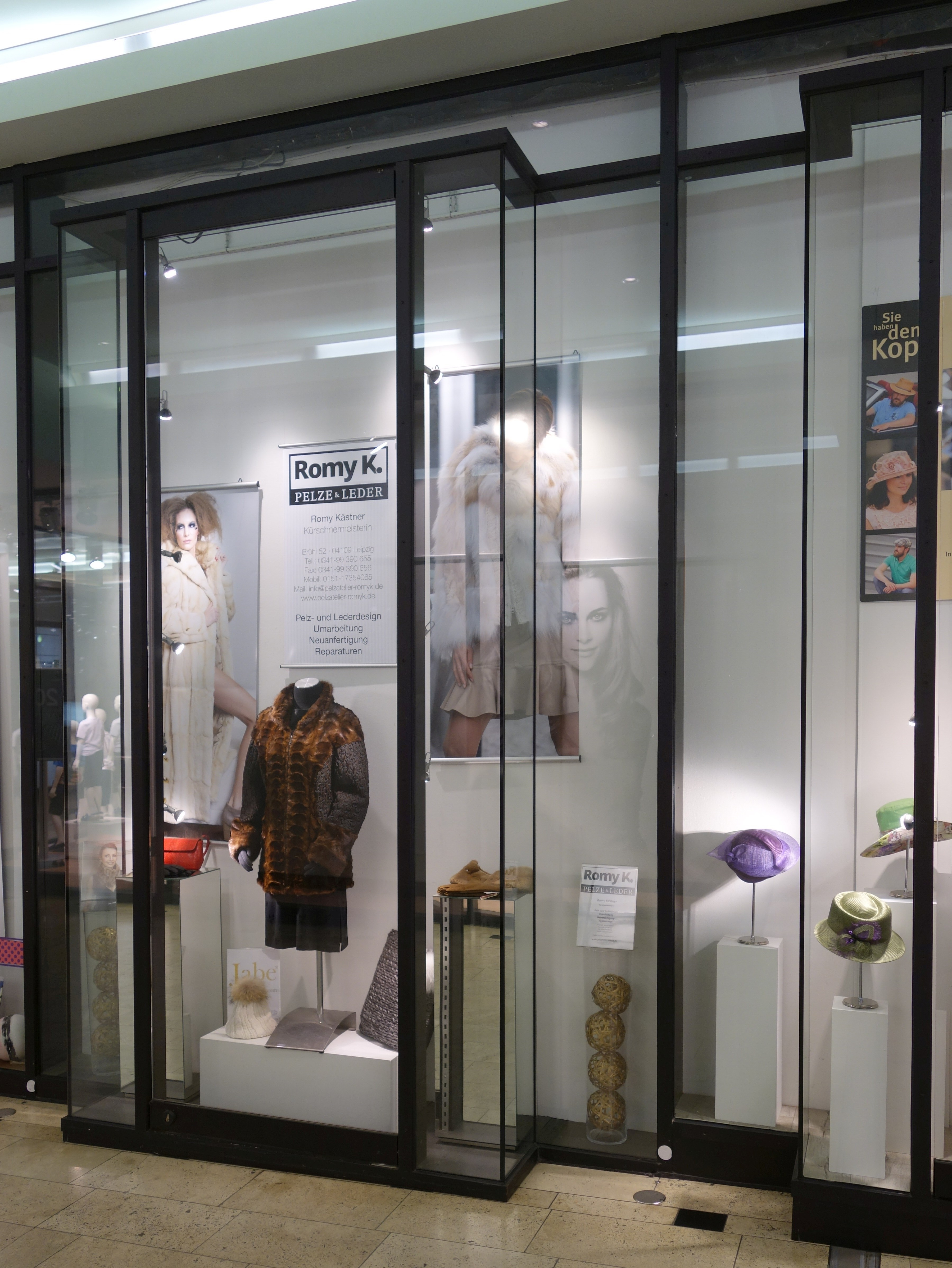
Kürschnermeisterin Romy Kästner, Vitrine in der Mädlerpassage (2017)

Die Wiedervereinigung war ein Fiasko für die Kürschner der DDR, das Interesse der Bevölkerung wandte sich Reisen und westdeutschen Industrieprodukten zu. In der 1990 wiederbelebten Leipziger Kürschnerinnung waren 1992 noch 23 Kleinstbetriebe, davon hatten sich bis Anfang 1991 noch 18 in der teuren Innenstadt behauptet, die meisten in der Nikolaistraße. Keiner der Familienbetriebe hat es letztlich geschafft, sein Geschäft zu erhalten, die Hälfte der Mitglieder der neuen Innung hatte bereits aufgegeben. Pläne aus der Zeit, in der Nikolaistraße 12-14 ein „Kürschnerhaus“ einzurichten, für ein neues Pelzmuseum und Lehrwerkstätten für Pelzdesign, waren entsprechend der allgemeinen Lage erfolglos.
Viel Beachtung fand es, als im Jahr 2011 mit Romy Kästner wieder ein Pelzatelier auf den Brühl kam. Kürschnermeisterin Kästner hatte in den 1970er Jahren ihre Lehre am Leipziger Brühl absolviert. Anschließend führte sie viele Jahre eine eigene Boutique in Rötha, um schließlich hierher zurückzukehren.

## Pelzzurichter und Pelzfärber
Ein wesentlicher Impuls für die sprunghafte Entwicklung und den Erfolg des Leipziger Rauchwarenhandels in der zweiten Hälfte des 19. Jahrhunderts bis Ende des ersten Drittels des 20. Jahrhunderts war die für viele Produkte herausragende Qualität der Pelzzurichtung und Pelzveredlung. Noch bis in die 1850er Jahre hatten die Leipziger Fellhändler ihre auf den Londoner Auktionen gekaufte Ware in der Regel auch dort zurichten lassen. Zudem beschäftigten die deutschen Zurichter sich bis dahin fast ausschließlich mit einheimischen beziehungsweise europäischen Fellen. Zumal hatte die Zurichtung in Deutschland bis Ende des 19. Jahrhunderts hauptsächlich noch in den Händen der Kürschner gelegen. Seit den 1830er Jahren kann man für Leipzig von einer allgemeinen Selbständigkeit der beiden Gewerke ausgehen. Insbesondere die hohen Londoner Löhne führten Ende der 1850er Jahre zu einer Verlagerung der Aufträge von englischen und deutschen Großhändlern in die dann aufblühende Pelzveredlungsindustrie um Leipzig.
Das Gerben der Felle war seit alters her Teil der Kürschnerarbeit. Allerdings klagte die Innung bereits 1630, es gäbe Meister, „die kein Stück Fell mehr zurichten könnten“. Das besorgten wirtschaftlich weniger gut dastehende Zunftgenossen für sie. Als im Frühjahr 1848 Rödiger & Quarch die erste Pelzzurichterei eröffnen wollte, lehnte die Innung das ab, da keiner der beiden Betriebsinhaber eine Meisterprüfung besaß. Sie umgingen dies jedoch, indem sie die Zurichterei als Teil des Industrieunternehmens mit Rauchwarenhandel betrieben, wofür es keines Meisterbriefes bedurfte. Die Firma hatte große Schwierigkeiten, da die Leipziger Innung die neue Firma boykottierte. Noch vor Einführung der Gewerbefreiheit entstanden im benachbarten Markranstädt zwei neue Zurichtereien, F. W. Franke und L. Walter. Bis 1875 kamen im Umkreis weitere sieben Betriebe dazu. Um 1882 waren es bereits 66 Zurichtereien mit 710 Beschäftigten, die Zurichterei hatte sich als selbständiges Handwerk durchgesetzt, die Kürschner hatten die Zurichterei inzwischen völlig aufgegeben. Die neu entstandenen Betriebe, in Leipzig und den Vororten, lagen alle an fließendem Wasser, das anfangs noch in großer Menge für die Verarbeitung Gebraucht wurde. Für das Gerben mit dem als unübertroffen geltenden Leipziger Pickels, einer Fellbeize aus Schwefelsäure, Salz und Wasser, hatten die hiesigen Zurichter eine Monopolstellung. Die Bestandteile wurden zwar andernorts analysiert, aber die streng geheim gehaltene Zusammensetzung war entscheidend für das optimale Ergebnis.
Wenn auch ein guter Teil der Zurichtaufträge aus dem Ausland kam, waren die Hauptkunden doch die Rauchwarenhandlungen des Brühl. Diese verlangten gleichzeitig für einen Großteil der Felle eine Weiterbehandlung durch Färben, Rupfen oder Scheren. Dies, der Einsatz von Technik und der Anfall der Massenware führte schnell zu einer Spezialisierung der Betriebe. Einige Rauchwarenhändler gründeten eigene Veredlungsbetriebe, Theodor Thorer begann mit 100 Zurichtern, um 1920 hatte er, einschließlich der Färber, 500 bis 600 Mitarbeiter. Anfang 1929 entfielen 60 Prozent des jährlichen Weltaufkommens auf Kaninfelle. Einige Zurichtereien, so die Firma Kurt Wachtel aus Taucha, verarbeiteten davon jährlich mehrere Millionen Stück. Die für die billige Massenproduktion gebrauchten, neuen Spezialmaschinen entwickelten die Unternehmen häufig selbst, für die Maschinenhersteller waren die benötigten Stückzahlen zu gering. Verschiedene Pelzsorten verlangten unterschiedliche Behandlungen, der Brühl handelte bereits vor 1914 mit 161 Fellarten. Im Jahr 1925 waren in den Veredlungsbetrieben 62 Schlosser und 14 Monteure tätig.
1885 gründeten die Arbeitnehmer der Pelzzurichtereien in Leipzig einen Verband der Zurichter, dem sich die Kürschnergesellen 1900 anschlossen. 1924 wurden Zurichter und Kürschner als Mitglieder vom Deutschen Bekleidungsarbeiterverband übernommen.
Als erster deutscher Zurichter setzte Wilhelm Jeute (* 1850; † August 1922) in Lindenau seit 1904 eine Entfleischmaschine ein, konstruiert vom Maschinenbauer Otto Baumberger aus Wahren. Am „Eisernen Gesellen“ wollte anfangs niemand arbeiten. Es wurden Arbeitswillige aus Leipzig geholt und unter polizeilichem Schutz zu den Fabriken geführt. Ein Streik bei der Jeute für einen 9-Stunden-Tag und Bezahlung der Überstunden, nach der Einführung von Entfleischmaschinen, blieb erfolglos. Der Sekretär des Fabrikarbeiterverbandes Max Rost, die Funktionäre Harnisch und Chemnitz sowie einige andere wurden danach wegen Landfriedensbruch mit drei bis fünf Jahren Zuchthaus bestraft. Vor 1914 galten Zurichter dann als Spitzenverdiener, bei denen sich jedoch extremer Arbeitsdruck und Arbeitsflauten abwechselten. Betriebe mit 200 Beschäftigten stellten in der Saison bis zu 800 Hilfskräfte ein.
Die Schwarzfärbung des Persianers durch die Firma Thorer machte dieses Lammfell zum Edelpelz; in den 1920er Jahren entfielen auf Thorer etwa 70 Prozent der in der Welt veredelten Persianer. Durch synthetische Farbstoffe wurde es möglich, teure Edelfelle mit preisgünstigeren Fellarten zu imitieren. Kaninfell eignet sich besonders für solche Nachahmungen. Das Färben war anfangs eine Spezialität der französischen und belgischen Pelzveredler. Aber erst die hochwertige Veredlung, zuletzt speziell durch die Firmen in und um Leipzig, machten das Kanin zu einem der bedeutendsten Artikel der Pelzindustrie.
Die herausragende Qualität der Leipziger Rauchwarenzurichtung und -veredlung war weltweit anerkannt. Nicht selten kam es vor, dass eine Partie Felle, die im Ausland zugerichtet worden war, nach Leipzig zum Nachzurichten kam, um sie vielleicht doch noch brauchbar zu machen. Als sich in den 1920er Jahren das Geschäft wieder belebte, waren durch Fellspitzen, Scheren und Bügeln bisher nicht bekannte, neue Optiken entstanden.
Im Jahr 1928 existierten im Kreis Leipzig 155 Veredlungsbetriebe, das waren 83 Prozent aller im Landesmaßstab registrierten. Die dortige Pelzveredlung bildete die Basis und die Stärke des Brühl. Im März 1934, dem Jahr nach der Machtübernahme durch die Nationalsozialisten, waren „schon größte und leistungsfähigste Betriebe mit teilweiser »Monopolstellung« für bestimmte Spezialfarben bereits abgewandert, und zwar in einem derartigen Umfang, daß ihre Leipziger Betriebsanlagen nur noch wenige Tage in der Woche beschäftigt“ waren. Als Ursache wurden allerdings im Ausland errichtete Zollschranken genannt, welche die Betriebe bewogen, ihre Produktionsstätten nach England, Italien und in die Tschechoslowakei zu verlegen. Den Schaden hatte ganz besonders der Rauchwarenhandel, weil die ausländischen Händler direkt in diesen Ländern veredeln ließen und die Felle nicht mehr in Leipzig kauften.

### DDR

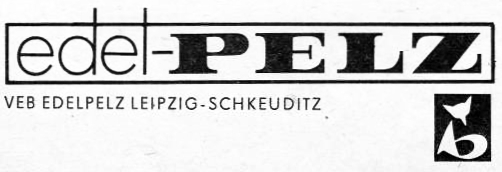
Logo der VEB Edelpelz

In der DDR erfolgte nach den Enteignungen und Verstaatlichungen von Privatunternehmen die Zurichtung und die Färbung von Edelfellen ausschließlich durch die VEB Edelpelz. Die 1932 gegründete Firma Lohse Rauchwarenfärberei und -zurichterei GmbH wurde 1946 als VEB Sachsenpelz Naunhof verstaatlicht. Trotz der immer noch herrschenden Materialknappheit arbeiteten in den 1950er Jahren dort bereits 326 Mitarbeiter.
In den ehemaligen Räumen von Thorer in der Angerstraße befand sich jetzt die 1946 gegründete VEB Edelpelz Schkeuditz. 1952 erfolgte die Angliederung der ehemaligen Firmen Müller und Gründling in Schkeuditz sowie des Werks der Firma Thorer in Wahren.

### Bundesrepublik

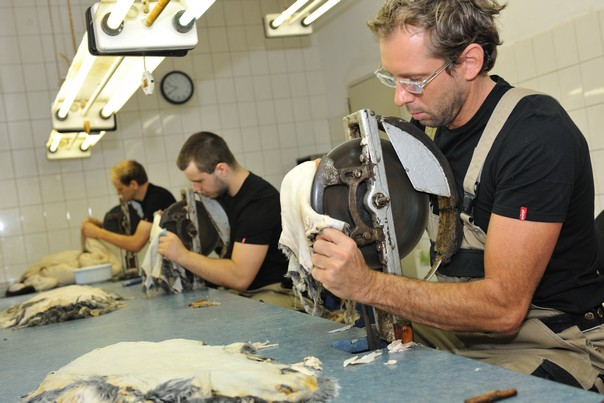
Zurichter an der Dünnschneidemaschine, Udo Meinelt & Söhne, Rötha (2009)

Von den Pelzzurichtern und Pelzveredlern in und um Leipzig besteht nur noch das 1931 als Kürschnerei gegründete, heutige Unternehmen Udo Meinelt & Söhne in Rötha. Es umfasst als Hauptbetriebsteile die Rauchwarenzurichtung, die Kürschnerei, die Pelzreinigung und die Präparation. Die Kürschnermeister und Rauchwarenzurichter in dritter Generation arbeiten heute für Privatpersonen, Jäger, Präparatoren, Schäfereien, zoologische Gärten und Museen. Im Jahr 2007 hieß es, der Kürschnerbetrieb von Udo Meinelt sei der einzige in Deutschland, der das gesamte Produkt bearbeitet, vom Rohfell bis zur Jacke aus Pelz.

## Rauchwarenmesse

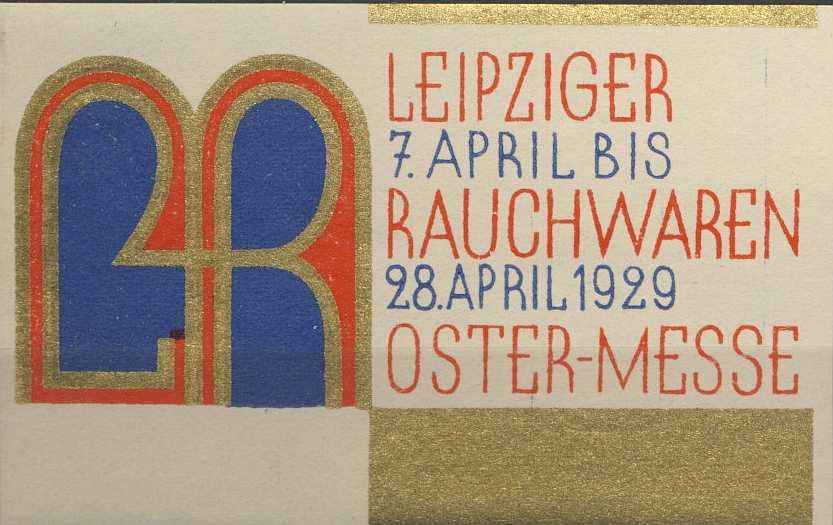
Reklamemarke zur Leipziger Rauchwaren-Ostermesse 1929

Als Geburtsurkunde der Leipziger Messe gilt der „Stadtbrief“ von Markgraf Otto dem Reichen, der von Historikern auf die Zeit zwischen 1156 und 1170 datiert wird. Wegen der geringen Quellen lässt sich nur schwer feststellen, ab wann der Handel mit Rauchwaren und Pelzwerk hier eine Rolle gespielt hat.
Die Leipziger Messe bestand anfangs aus in doppelter Reihe aufgestellten Verkaufsbuden, die vom Rat der Stadt errichtet wurden. Die Rauchwarenhändler versuchten jedoch einen Platz im „Gewölbe“ zu bekommen, einen Verkaufsladen mit Front zur Straße. Der Rat hielt es erstmals am 3. Januar 1542 für angebracht, das „Feilbieten von Pelzen auf der Messe“ durch „eynheymische oder Auslendische“ Verkäufer zu regeln. Mitte des 16. Jahrhunderts erreichten Leipzig durch Mittelsleute aus Russland Felle über: Danzig - Frankfurt an der Oder, später Breslau - Görlitz oder Krakau - Brünn - Marienberg. Über die „Erfurter Straße“ kamen seltener russische, von 1600 an aber amerikanische Rauchwaren auf die Messe, auf dem Weg über London, Amsterdam, Paris oder La Rochelle. 1784 wurde ein kurfürstlicher Handelskommissar nach Amerika geschickt, um unter Ausschaltung von Hamburg und Holland Rauchwaren dem Leipziger Markt zuzuführen. Der erste russische Rauchwarenhändler kam im Jahr 1770 zur Leipziger Messe. Diese Verbindungen nach Ost und West bildeten die Grundlage zu Leipzigs Weltgeltung im Pelzhandel.
Die Messe dauerte acht Tage, von Sonntag bis Sonntag. Bereits in der Vorbereitungszeit vor den Messen durfte kein Geselle kündigen, ohne bestraft zu werden. Der Handel wurde streng reglementiert und überwacht: „Außer den Messen darf kein fremder Rauchwarenhändler … mit rohen oder zugerichteten Fellen im Einzelnen oder im Ganzen allhir Handel treiben“. In der sogenannten Böttcherwoche, der Woche vor dem Einläuten der Messe, durften die Händler erst ab Montag auspacken. Die Rauchwarenhändler fühlten sich dadurch benachteiligt. Die Einhaltung dieser Order wäre mit Schaden verbunden, „da unsere Waaren feste zusammengeschnürt, weit geführet, auch von der Sonne warm geworden und wenn sie nicht sogleich ausgepackt, ausgeklopft und sortirt werden können, dem Wurmfraß und anderer Ungelegenheit ausgesetzt sein würden; wir auch in vergangener Ostermesse in unseren Niederlagen viele Waren zurückgelassen, welche gleichfalls ausgeklopft und von Würmern und Moder gereinigt werden müssen und wenn solches erst den Montag vor jedesmaliger Einläutung der Messe vorgenommen werden sollte, wir damit die ganze Woche, darinnen wir doch schon verkaufen sollten, damit zu thun haben würden.“ Die Petition des Jahres 1777 war von Rauchwarenhändlern aus dem polnischen Pelzhandelszentrum Brody, aus London, Göppingen, Hamburg, Königsberg und Breslau unterschrieben. Wie die Antwort des Rats lautete, ist nicht mehr bekannt. Jedoch gestattete man den Rauchwarenhändlern 1802, „die Meßbuden vor der Böttcherwoche zu beginnen“.

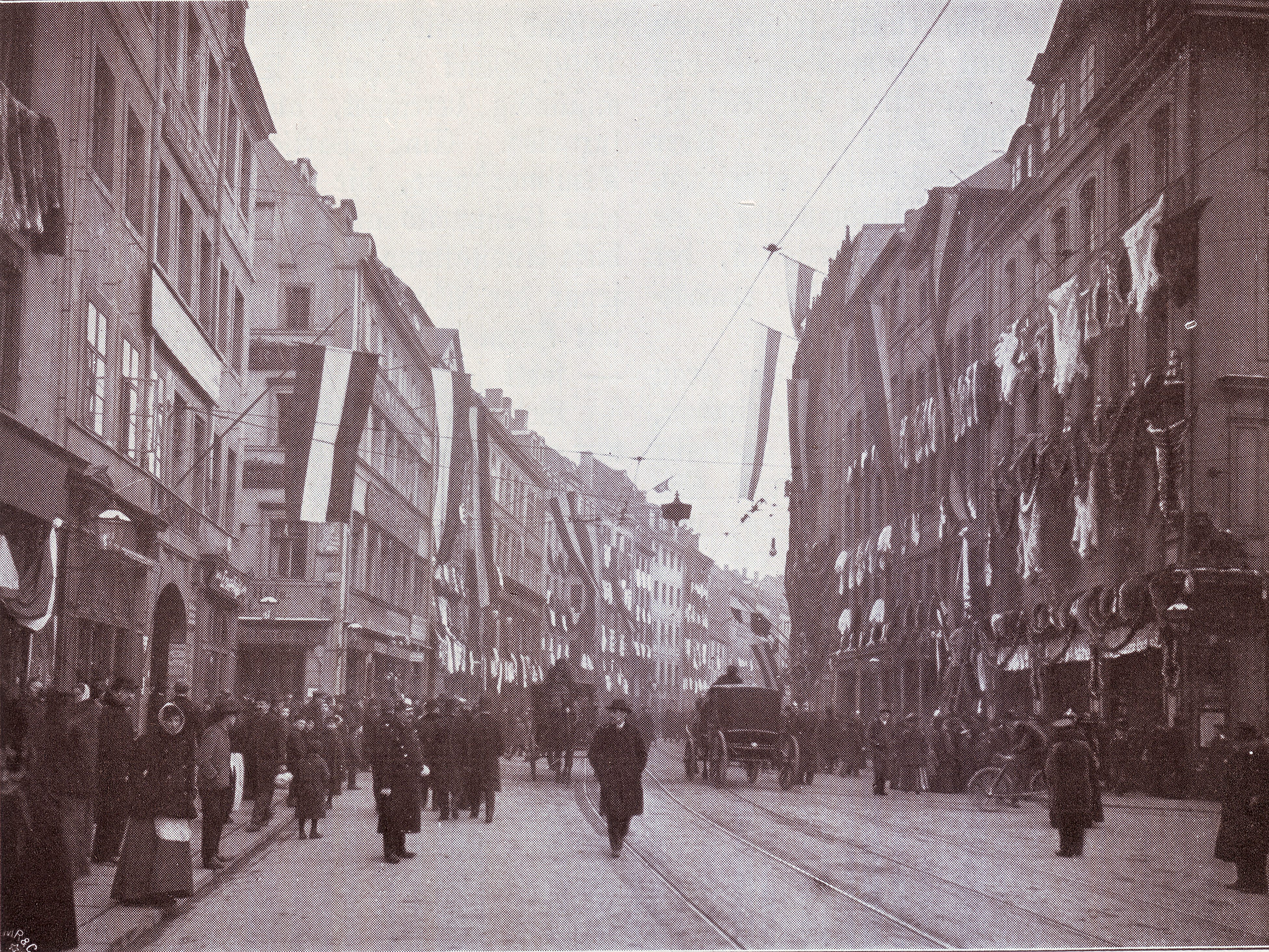
Brühl zur Zeit der Rauchwarenmesse, rechts geschmückt mit Fellen und Felltafeln (ca. 1905)

Die jüdischen Händler aus Polen-Litauen stellten einen wesentlichen Faktor für den Erfolg oder Misserfolg der Rauchwarenmessen dar. Fehlten sie, schlug sich das sofort in den Umsatzzahlen nieder. Nach einer Untersuchung zur Schaffung von Handelserleichterungen für jüdische Messebesucher des Jahres 1796 brachten sie zu der Zeit hauptsächlich litauische Hasenfelle mit, deren Haare für Filzhüte Verwendung fanden. Häufig genannt wurden auch Murmelfelle, Iltisfelle, Hermelinfelle und Lammfelle. Der Großkaufmann Abraham Lippmann aus Leszno brachte 32.000 Schmaschen (Lammfellsorte) zur Michaelismesse 1774. Größere Mengen Lamm- und Schaffelle setzten auch Isaac Juda (3200 Schaffelle zur Ostermesse 1775) und Joseph Lippmann (3600 Lammfelle zur Michaelismesse 1775) um, beide ebenfalls aus Leszno. Weit übertroffen wurden sie von Nathan Chaim aus Schklou, der 1786 zur Michaelismesse mit 40 Wagen Fehwammen und anderes Rauchwerk im Wert von etwa 500.000 Reichstalern nach Leipzig brachte.
Für die Kürschner waren die Messen Hauptabsatzzeiten, aber auch die Möglichkeit zum Materialerwerb. Die Meister kauften jeder für sich oder gemeinsam als Gruppe ein. Üblich war ein Zahlungsziel bis zur nächsten Messe, bis zu der in Raten abbezahlt wurde. Nur wenige waren so liquide, sofort Kasse zahlen zu können. Seit 1835 gab es den von den ständigen Messebesuchern ins Leben gerufenen „Verein der Kürschner und Pelzhändler“, genannt „Von der Couleur“, „der seine einzige Aufgabe in der Förderung der Geselligkeit an den Messeabenden sah“. Die seit 1881 jedes Jahr in der ersten Woche der Leipziger Rauchwaren-Ostermesse vom Verein deutscher Kürschner ausgerichtete „Deutsche Pelzmodenschau“ „war die Attraktion der Leipziger Ostermesse“.
Die Messe bis mit dem bis dahin schlechtesten Umsatz an Rauchwaren war 1811. Im Jahr 1821 kamen mit Fehtafeln zum ersten Mal russische und polnische Pelzhalbfabrikate auf die Messe, bisher hatte man von dort nur Rohfelle eingeführt. Der Aufschwung des Leipziger Rauchwarenhandels begann nach den Befreiungskriegen (1813 bis 1815) und setzte sich in den 1860er/1870er Jahren stetig fort. Die Umsätze stiegen schnell und erreichten ihren Höhepunkt auf der letzten Messe vor dem Ersten Weltkrieg. Leipzig hatte an Bedeutung London übertroffen und war unumstritten zu dem Hauptumschlagplatz des gesamten Rauchwarenhandels der Welt geworden. 1867 betrug der Umsatz auf der Ostermesse annähernd 20 Millionen Mark, zehn Jahre später über 25 Millionen. Im Jahr 1913 ging er in die Hunderte Millionen, allein der Ausfuhrüberschuss betrug 45 Millionen Mark.
Die Verbesserung der Verkehrswege, insbesondere der Bau der Eisenbahnen, brachte eine völlige Veränderung der Gewohnheiten des Handels mit sich: „Wenn die französischen Rauchwarenimporteure im Anfang des 19. Jahrhunderts – 5 bis 6, die sogenannten „magasiniers“ – z. B. die Reise nach Leipzig antreten wollten, so mieteten die Reisenden einen Postwagen, den sie gemeinsam bezahlten. Die Fahrt dauerte zwei Wochen, der Aufenthalt auf der Messe einen Monat und die Rückreise wiederum zwei Wochen (zusammen zwei Monate Abwesenheit). Diese 4 oder 5 Einkäufer brachten die für die französische Jahreskonsumtion notwendigen Vorräte mit. Jetzt reist man nach Leipzig, wie früher nach Rouen, und jeder nutzt die Bequemlichkeit, um seine Einkäufe selber zu machen. Viele Käufer Leipziger Waren erscheinen jetzt 6–7 mal in Leipzig, um Einkäufe zu machen oder der Information halber. Endlich hat die von Filialen oder Konsignationslagern, z. B. in London, New-York, Paris, Petersburg und an anderen Handelsplätzen, gleichfalls die Bedeutung der Messe geschmälert. Nichtsdestoweniger ist die Messe nicht bedeutungslos geworden; namentlich hat die Ostermesse für den Rauchwarenhandel ihre alte Stellung bewahrt.“
Im Jahr 1893 änderte sich die Ausrichtung der Leipziger Messen grundsätzlich, aus der Warenmesse wurde nach über sechs Jahrhunderten die Leipziger Mustermesse. Die Rauchwarenmessen blieben jedoch weiterhin Warenmessen. Die Individualität der Ware, jedes Fell ist unterschiedlich im Aussehen und Qualität, macht es für den Einkäufer sinnvoll, die Ware komplett vor Ort selbst in Augenschein zu nehmen. Hauptmesse war die Jubilatemesse, jetzt Frühjahrsmesse genannt, neben der Herbstmesse. Die Ende des 19. Jahrhunderts für den Rauchwarenhandel offenbar nahezu bedeutungslos gewordene Michaelismesse soll zum Teil auf die einmonatige Vorverlegung zurückzuführen gewesen sein, wodurch sie in die nachsommerliche Saison fiel, „in der noch keine lebhafte Stimmung in der Branche herrscht“. Über die Messe 1897 berichtete die Handelskammer: „Über die Michaelismesse ist nichts zu berichten, da sie für die Rauchwarenbranche nur dem Namen nach besteht“. Jedoch hatten die bedeutenden Rauchwarenauktionen großen Einfluss auf die Messetermine, da deren festgelegte Termine und Warenanlieferungen sinnvollerweise abgewartet wurden.
Im Inflationsjahr 1923 luden Leipziger Arbeiter trotz eines Streiks russische Pelzwaren für die Messe aus. Dieses ungewöhnliche deutsch-sowjetische Messeereignis würdigte Wladimir Majakowski in seinem Gedicht „Solidarität“ unter anderem mit den Zeilen: „Zur Messe ziehn Damen. Die Messe beweibt sich. Man bestaunt die Sowjetpelze in Leipzig.“
In der DDR gab es keine extra Rauchwarenmessen mehr, die Staatsunternehmen beteiligten sich an den regulären Leipziger Messen und später auch an den Pelzmessen in Frankfurt am Main. Mit dem Umzug des Gros der Händler hatte sich auch die Messe nach Frankfurt verlagert, anfangs noch unter der Bezeichnung „Rauchwaren-Messe“, dann „Internationale Pelzmesse Frankfurt am Main“ und ab 1990 „Fur & Fashion“. Die endgültig letzte, die 60. Frankfurter Messe, fand im Jahr 2008 statt.
Die herausragenden regelmäßigen Termine des DDR-Rauchwarenhandels waren die Auktionen der „Interpelz“. Die immer noch vorhandene Bedeutung der Pelzwirtschaft für die DDR zeigte sich auffällig darin, dass mehrfach auf Briefmarken anlässlich der Leipziger Messen Motive die Pelzbranche betreffend abgebildet waren.

## Auktionen

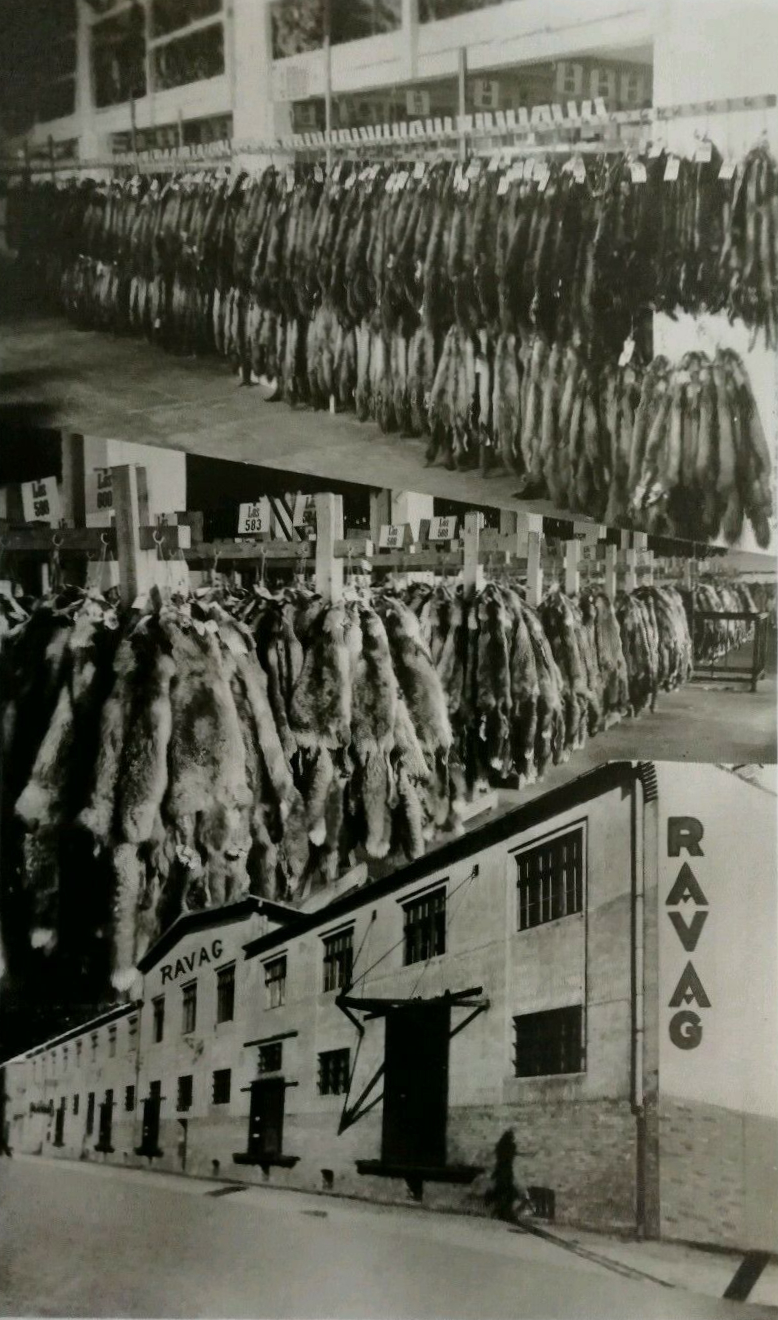
Ravag - Rauchwaren-Versteigerungs-A.G., Innen- und Außenansicht (1930)

Einige erste Versuche, nach Londoner Vorbild regelmäßige Rauchwarenauktionen zu etablieren, waren mangels Käuferinteresse fehlgeschlagen. Dann aber folgte überraschenderweise eine Auktion der anderen, zwischen den beiden Weltkriegen fanden 506 Auktionen statt.
Nach jahrzehntelanger Pause gab es im Kriegsjahr auf staatliche Weisung hin am 11. November 1915 in der Leipziger Neuen Börse wieder eine eigentlich doch „ersehnte »Leipziger Rauchwarenauktion«“. Gegen Ende des Krieges ließen die Behörden weitere Auktionen veranstalten. Eine Kriegsfell AG war inzwischen gegründet worden. Daneben gab es auch ein privates Unternehmen, die Geverko (Gesellschaft Gerhard & Hey für Rauchwaren-Versteigerung und Kommission), die zu der Zeit Auktionen abhielt. Die Zwangsbewirtschaftung für Kaninfelle entfiel am 31. Dezember 1918. Zumindest bis Februar 1920 drängten sich US-amerikanische Rauchwarenhändler auf den Leipziger Markt, allein schon durch sie lohnten sich die Auktionen.
Am 6. April 1921 unterzeichnete Deutschland ein Handelsabkommen mit der Sowjetunion. Bereits am 28. September 1921 gab es die erste sowjetische Rauchwarenauktion im Großen Saal der Kongresshalle. Trotz der kurzfristigen Vorbereitungszeit kamen etwa 500 Käufer aus allen mit Rauchwaren handelnden Ländern. Die Fachpresse schrieb: „Seit Kriegsbeginn hat der Leipziger Markt noch niemals wieder eine derart große Anzahl Ausländer zu verzeichnen gehabt als jetzt zu dieser Auktion“. Während der gesamten Zeit zwischen den beiden Weltkriegen bestand für den Import von Waren keine Liberalisierung, wer ausländische Felle kaufte, musste in mindestens gleichem Wert exportieren. Auch wenn dabei nicht die gleichen Gewinnspannen wie im Inland erzielt wurden, empfand der Handel diese Einschränkung dank des guten Auslandsabsatzes nicht als allzu große Belastung. Drei Tage vor dem geplanten Beginn der zweiten Auktion erwirkte die Kopenhagener Russisk Handelscompani AS bei Gericht eine einstweilige Verfügung, „weil eine deutsche Regierung Ware, die Eigentum anderer sei, zur Auktion bringe“. Unter Einschaltung des Außenministeriums hob das Landgericht Leipzig die Verfügung auf, in der Urteilsbegründung hieß es: „Durch Verordnung des Volkskommissars der russischen Republik von 1919“ habe die Sowjetunion einen „monopolisierten Pelzhandel […] Egal was vorher wem gehörte […] enteignet […] die Klage ist gegenstandslos.“ Erst vier Wochen später akzeptierte Deutschland mit dem Vertrag von Rapallo ausdrücklich den Verzicht auf Entschädigung für die Nationalisierungsmaßnahmen, die Auktion mit etwa 600 Käufern begann mit einer Woche Verspätung. Die nächste „Russenauktion“ war bereits im September 1922, die folgende, wohl durch die Inflation bedingt, erst wieder im September 1923.
Anfang 1921 gab es lediglich zwei Leipziger Firmen, die Rauchwarenauktionen durchführten, Gerhard & Hey sowie die Tierhaarverwertung Mucrena. Für 1924 waren zwei Auktionen geplant. Am 3. Mai erfolgte jedoch beim sogenannten „Mai-Zwischenfall“ durch die Berliner Polizei eine Hausdurchsuchung der sowjetischen Handelsvertretung und die Festnahme einiger ihrer Mitarbeiter. Die Sowjetunion stellte daraufhin die Beziehungen zu den deutschen Firmen ein. Am 29. Juli 1924 distanzierte sich die Reichsregierung offiziell von dem Vorgehen und ersetzte alle Sachschäden. Im September 1924 erfolgte die vierte „Russenauktion“, im März 1925 die sechste. Vorerst blieb es bei zwei Auktionen im Jahr, Auktionsort war der Krystallpalast.
Im ersten Quartal 1932 hielten die Ravag, Furtransit, Norsia und Ramico jeweils teils mehrere Auktionen ab. Während der Saison gab es jede Woche eine Versteigerung. Die beiden Neulinge im Auktionswesen, St. Louis und New York, beschränkten sich auf jährlich zwei. Trotz der großen Anzahl waren die Auktionen nur eine Verkaufsart von vielen. Anders als auf den anderen Weltauktionsplätzen beherrschte den Markt und die Versteigerungen kein Riesenunternehmen. Es gab einige große Rauchwarenhandlungen und hunderte kleiner, die ebenfalls auktionierten. Führend im Auktionswesen waren:
- Geverko (Richard-Wagner-Straße 9). Hauptsächliches Angebot war Ware für die Konfektion und, seit 1924, südwestafrikanischer Persianer.
- Mucrena (Bitterfelder Straße 7-11 mit Lager Katzbachstraße/Ecke Wittenberger Straße, dann im eigenen Gebäude Gohliser Straße 42). Sie ließ die Felle in großen Mengen bei Erler & Co. veredeln und versteigerte seit 1920, meist im Restaurant des Neuen Theaters. Das Unternehmen ging 1932 in den Besitz der Ramico über.
- Ramico (Rauchwaren- und Edelpelzversteigerung »Milz & Co.«, Lager Berliner Straße 9). Ihr Auktionsraum war meist ebenfalls das Restaurant des Neuen Theaters. Versteigert wurden hauptsächlich Füchse und Persianer.
- Norsia (Nordische Silberfuchs-Auktion »Milz & Co.«). Das auf skandinavische Produkte spezialisierte Unternehmen war räumlich und personell mit Ramico verbunden.
- Ravag (Rauchwaren-Versteigerungs-AG. großes Lager in der Lagerhofstraße, Ladegasse 4). Ihre Hauptartikel waren „deutsche Wildwaren und Rohfelle“. Sie erhielt regelmäßig große Quantitäten von rohen Persianerfellen aus Südwestafrika.[75] Sie verfügte über große Lagerräume, ihr Auktionsplatz war in der Regel der Krystallpalast. Bereits 1932 feierte sie ihre 100. Auktion.
- Rauchwaren-Lagerhaus-AG (Furtransit, gegründet April 1917 als GmbH). Während die vorerwähnten Firmen Einzelunternehmen waren, war die Rauchwaren-Lagerhaus-AG ein Gemeinschaftsunternehmen von mehr als 40 Händlern des Brühl mit dem Vorsitzenden des Aufsichtsrates Alfred Selter der Firma M. Bromberg & Co. Nachfolger. Sie gründete die allmonatlichen Edelpelz-Tierfell-Versteigerungen. Ihr eigentliches Verdienst bestand in der Förderung des Handels mit russischen Rauchwaren mit der Veranstaltung der sogenannten „Russenauktionen“. Ihr Lagerhaus hatte seit 1924 den Sonderstatus „als steuerbegünstigtes Lager für aus dem Ausland eingeführte Rauchwaren und Borsten“. Jeder Einkauf im Lagerhaus wurde mit einem im Ausland getätigten, umsatzsteuerfreien Einkauf gleichgesetzt.[72]

Als die Zucht von Silberfüchsen und Blaufüchsen in Deutschland an Bedeutung gewann, gaben die Züchter ihre Felle gern zu den Auktionsgesellschaften. Oft erhielten sie dort bessere Preise, da hier auch vereinzelt die Kürschner kauften, die bessere Preise zahlen konnten als der Großhandel. Im Jahr 1931 fand im Krystallpalast die erste Auktion deutscher Silberfüchse statt, die einzige gemeinsame Veranstaltung der Firmen Ravag, Mucrena und Rauchwaren-Lagerhaus-AG. Da es in den nordeuropäischen Ländern noch keine Auktionsgesellschaften gab, schickten die dortigen Farmer und Sammler einen Teil ihrer rohen Edelfüchse zu den Leipziger Auktionsfirmen.
Die besten Auktionen waren die der Jahre 1927/1929, als Großbritannien einen Überfall auf die sowjetische Handelsgesellschaft Arcos in London mit dem Abbruch der Handelsbeziehungen beantwortet hatte. Allein aus den USA kamen 56 Firmen. Der Umsatz lag im Herbst 1927 bei 2,9 Millionen Dollar, im März 1928 bei 3,6 Millionen. Im Jahr darauf nahm England die diplomatischen Beziehungen zu Russland wieder auf und die Sowjets beschickten wieder offiziell die Londoner Auktionen.
Auf den großen Pelzauktionsplätzen gab es immer wieder Auktionsleiter, die besonders herausstachen. Für Leipzig war das seit 1927 Boris Bolenki. In Berlin war er als stellvertretender Leiter der Handelsvertretung der Sowjetunion akkreditiert, zuständig für Rauchwaren. Er sprach außer Russisch sowohl Deutsch als auch Englisch, außerdem beherrschte er brauchbar das Französische, Polnische und Jiddisch. Vor allem imponierte er durch seine rauchwarenkundlichen Kenntnisse. „In Sekundenschnelle konnte er ein nie zuvor gesehenes Los zuverlässig taxieren, mochten es Nerze, Zobel, Persianer, Füchse, Marder, Iltisse oder Feh sein; nur bei Kanin und Nutria streckte er die Waffen; damit handelte er nicht - noch nicht.“
Die Leipziger Neueste Nachrichten beschrieb den Nutzen der russischen Auktionen für die Stadt aus ihrer Sicht am 7. September 1927:
„Die Auktion bringt Transportgewinn für die Reichsbahn, Kommissionsgewinn für die Leipziger Kommissionäre, Handelsgewinn für die Leipziger Selbstkäufer, Veredlungsgewinn für die Zurichtereien und Färbereien des Bezirks Leipzig … Zins und Provisionsgewinn für die Banken … Die »Russenauktionen« verstärken das internationale Ansehen des Leipziger Rauchwarenmarktes, der sich heute mitten im Wiederaufbau seiner Vorkriegsposition auf dem Weltmarkt befindet. Die ausländischen Interessenten, die zu den Auktionen kommen, bringen erfahrungsgemäß auch eine Geschäftsbelebung am Markt im allgemeinen mit sich … New York setzte sich mit seiner gewaltigen Kapitalkraft an die Spitze des Geschäfts, und auch London tat sein möglichstes, um Leipzig auszuschalten. Fast schien es, als sollte Leipzig für den Welthandel erledigt sein. Man sprach geradezu von einer »Abwanderung«. Daß diese Befürchtungen sich nicht erfüllt haben, daß vielmehr Leipzig gerade in den letzten vier Jahren tüchtig wieder emporgekommen ist, verdanken wir vor allem der glücklichen Erfassung günstiger Gelegenheiten durch den Leipziger Rauchwarenhandel. In erster Linie ist die Tatsache zu nennen, wie der Brühl unter ganz veränderten Bedingungen seine Beziehungen zu Rußland wieder aufgenommen hat.“
Nach Streitigkeiten mit den Exportländern - die Sowjetunion wollte zur Förderung ihrer Wirtschaft verstärkt nicht nur Rohfelle, sondern zugerichtete und gefärbte Ware ausführen - fand am 1. März 1931 in Leningrad die erste russische Rauchwarenauktion statt. Aus Leipzig holte man sich Otto Büttner als Auktionator. Da Büttner nicht russisch sprach, war die Auktionssprache für einige Jahre deutsch.
Die „Russenauktion“ in 1933 war trotz des Machtantritts der Nationalsozialisten noch einmal besonders erfolgreich. Im Vertrag mit Deutschland hatte man der Leipziger Auktion 25 Prozent der sowjetischen Lieferungen vorbehalten. Die 34. „Russenauktion“ im Jahr 1934 konnte so gut wie keinen Erfolg haben, das von der nationalsozialistischen Regierung verfügte Kontingent war schon vorher ausgeschöpft worden. Überraschend fand am 14. September 1935 noch einmal eine Auktion der UdSSR im Krystallpalast statt, die letzte. Vorausgegangen war eine Vereinbarung zwischen Deutschland und der UdSSR über sowjetische Rauchwarenlieferungen im Wert von 15 Millionen Mark. Otto Büttner, der weiter als Auktionator in Leningrad gewirkt hatte, erhielt 1936 keine Ausreisegenehmigung mehr.

## Pelztierzucht

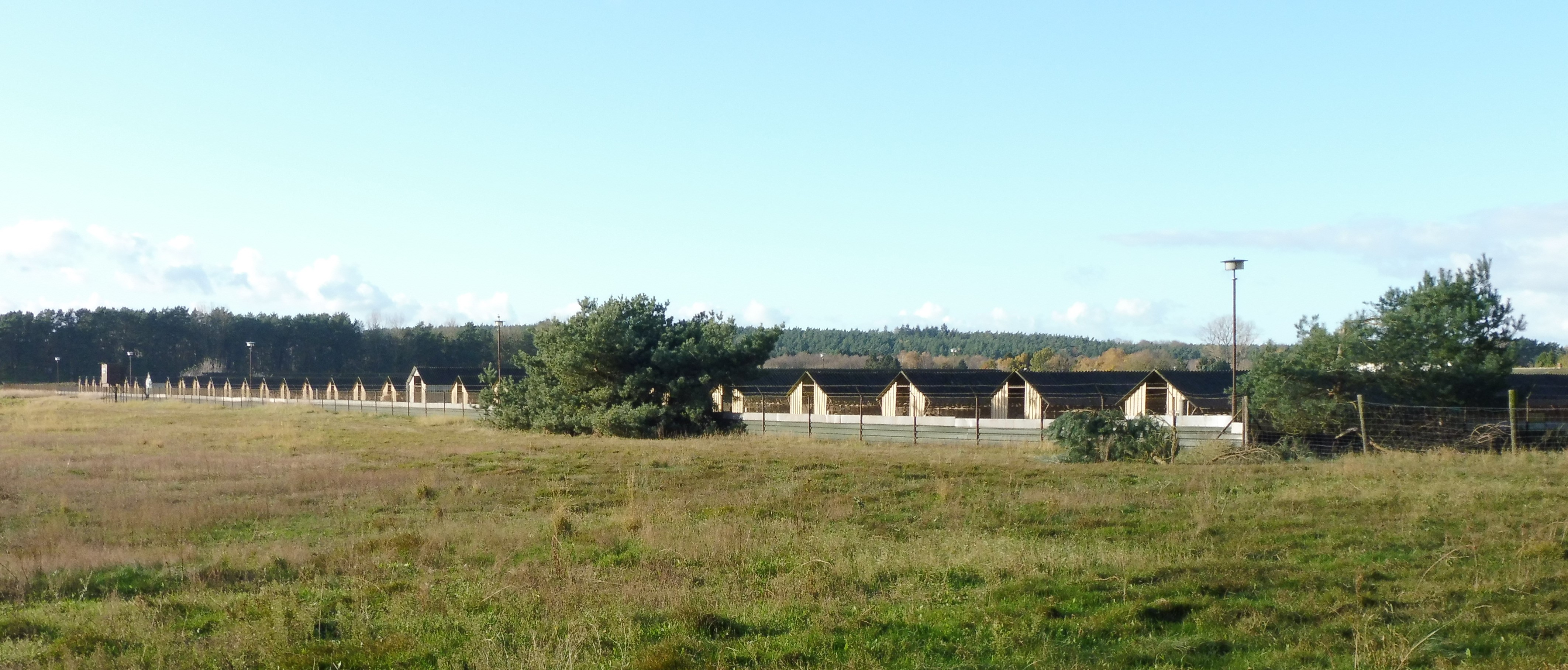
Der Pelztierfarm Appelburg angegliederte, 2017 stillgelegte Nerzfarm in Güstrow-Klueß (2017)

Im Jahr 1920 wurde in Leipzig die Deutsche Versuchszüchterei edler Pelztiere GmbH. gegründet. Fünf der sechs Gründungsmitglieder der Rauchwarenbranche kamen vom Brühl: M. Bromberg & Co. Nachfolger, Friedrich Erler, Otto Erler, Heinrich Lomer und Theodor Thorer. Im Kleinwalsertal in den Allgäuer Alpen richtete sie als Musterfarm den ersten mitteleuropäischen Zuchtbetrieb für Silberfüchse ein, die Silberfuchsfarm Hirschegg-Riezlern. Im Juli 1925 wurde zudem in Leipzig ein Verband für Silberfuchszucht und verwandte Gebiete ins Leben gerufen. Im April 1926 wurde außerdem die Reichszentrale für Pelztier- und Rauchwarenforschung gegründet, ihr Leiter war Walter Krausse von der Firma Friedrich Erler. Paragraph 2 der Satzung gab als Vereinsziel an: „Förderung und Forschung der Hege, Haltung und Zucht von Pelztieren sowie von Untersuchungen über Pelztierfelle und deren Verwertung“. Im Mai 1927 wurde die Zuchtbuchstelle des Züchterverbands zu einer unabhängigen Einrichtung des Reichsverbandes Deutscher Silberfuchs- und Edelpelztierzüchter und gleichzeitig von Süddeutschland nach Leipzig verlegt.
Im Jahr 1925 wurde in Leipzig erstmals ein aus Kanada importierter Silberfuchs mit dem Namen „Marquis d’Aigneaux“ der Öffentlichkeit gezeigt. Mehrfach wurde er zur Zeit der Messe in der Leplaystraße auf dem der Reichszentrale für Pelztier- und Rauchwarenforschung vom Wildpark Leipzig zur Verfügung gestellten Gelände ausgestellt. Jahre später wurde er in der Meißner Porzellanmanufaktur von Erich Hösel nachgebildet, „sein Bild erschien in den Magazinen, auf Plakaten, und es grüßte die Besucher Leipzigs schon am Hauptbahnhof an einer Hauswand“.
Nach der ersten Pelztierschau in Europa, 1929 in Paris, wurde im Jahr darauf im Rahmen der Internationalen Pelz-Fachausstellung (IPA) in Leipzig ebenfalls eine große Ausstellung von Pelztieren arrangiert. Der Leipziger Fritz Schmidt, erst Leiter des F. A. Brockhaus-Verlags, übernahm im selben Jahr für sechs Jahre die Leitung der Großfarm Puschkino in der Nähe Moskaus. Ihm gelang dort der erste Zuchterfolg beim Zobel.
Neu in der Pelztierzucht kam die Nutria hinzu. Insbesondere während des Zweiten Weltkrieges wurde sie geschätzt, weil ihr Fleisch essbar ist. Vor allem in der DDR hielt sich deshalb die Zucht noch lange Zeit. Um 1967 fielen in der DDR zur gewerblichen Verwertung jährlich 60.000 Nutriafelle an, dabei wurden gleichzeitig 180.000 Kilogramm Fleisch produziert.
Von der DDR-Ware, die nach dem Krieg in Leipzig zur Versteigerung kam, dominierten Nerzfelle, aus der Pelztierfarm Appelburg im mecklenburgischen Plau am See und anderen Farmen. Unter der Leitung des „Kombinates tierischer Rohstoffe und Pelztierproduktion“ war die Zucht systematisch erweitert worden. Die Pelztierfarm Appelburg wurde, nach der Wiedervereinigung, am 1. September 1991 geschlossen.

## Internationale Pelzfach-Ausstellung (IPA)

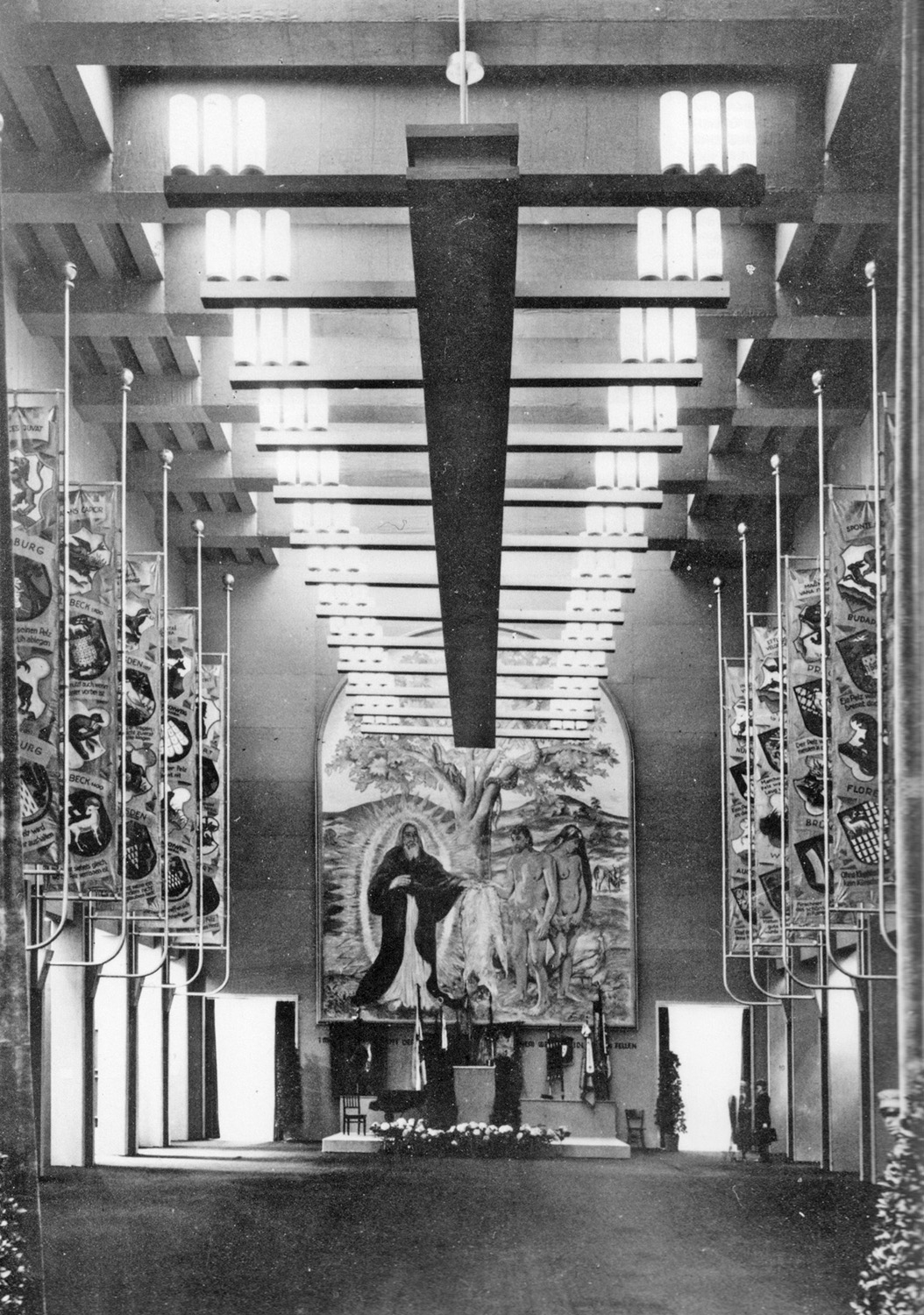
Kürschner-Ehrensaal auf der IPA (1930)

Als das Berliner Messeamt 1926 verkündete, im August eine „großzügige deutsche Pelz-Fachausstellung“ auszurichten, bekam die Leipziger Pelzbranche sofort Sorge, Berlin wolle in Konkurrenz zur Leipziger Messe treten. Im Juni 1926 traf man sich beim Leiter des Leipziger Messeamtes, Thema war „Über Abwehrbestrebungen gegen die Berliner Pläne“. Als Ergebnis wurde nichts unternommen, da man sicher war, dass ohne Beteiligung Leipzigs die Ausstellung innerhalb von drei Monaten kaum zu bewerkstelligen wäre. Damit bekam der früher schon vorhandene Gedanke, eine große Ausstellung für die gesamte Pelzbranche zu veranstalten, jedoch neuen Auftrieb. Leipzig übernahm die Initiative, und auf einer Mitgliederversammlung des Reichsverbandes der deutschen Rauchwarenfirmen im November 1926 war die Internationale Pelzfach-Ausstellung in Leipzig bereits beschlossene Sache.
Es dauerte bis 1930, bis die wohl bis heute weltweit größte Selbstdarstellung der Pelzbranche Wirklichkeit wurde. Sie fand vom 31. Mai bis zum 30. September 1930 unter der Beteiligung von Firmen und Organisationen aus 15 Ländern auf dem Gelände der Technischen Messe statt. Es wurde ein Gesamtareal von 400.000 Quadratmetern angemietet. Dort befanden sich fünf Ausstellungshallen, Tiergehege, Kioske und ein Vergnügungspark. Die rechten Parteien hatten zuvor jede Unterstützung abgelehnt, da sie zur „Hilfe für das jüdische Kapital“ werde, besonders aber eine Unterstützung der IPA, die „nur der schönen Augen der Sowjetunion halber“ inszeniert werde.
Eine Erweiterung zur „Internationalen Pelzfach-Ausstellung Internationale Jagd-Ausstellung Leipzig 1930“ war ursprünglich nicht vorgesehen. Letztlich gab man alle Bedenken auf, vergrößerte die Ausstellung um eine Jagdschau und einigte sich auf den neuen Namen. Hinter der Pelzschau durfte die Jagdschau nun nicht zurückstehen, sie wurde mit Hilfe der Universität Rostock aufgebaut.
Während der Zeit der Ausstellung fand vom 22. bis 29. Juni in Leipzig der Erste Welt-Pelz-Kongress statt, auf dem Paul Hollender zum ersten Präsidenten des neu gegründeten Internationalen Verbands der Pelzindustrien, Sitz Leipzig, gewählt wurde. Im Gegensatz zur Eröffnung waren hierzu Vertreter aller an der IPA beteiligten Länder erschienen.
Der Großteil der IPA lag zwar auf angemietetem Messegelände, doch bot auch der Brühl zahlreiche Attraktionen. Schauwerkstätten, historisch eingerichtete Hinterhöfe, Sonderausstellungen wie die von Valerian Tornius und Rudolf Saudek gestaltete Ausstellung „Pelzmode im Wandel der Jahrhunderte“ begeisterten nicht nur das Fachpublikum. Bis zum 30. September 1930 war der Brühl eine naturgetreue Nachbildung längst vergangener Zeiten: Der Rote Ochse, die Drei Schwäne, ein Speditions- und Packhof, die alten Steinpflasterungen bis hin zum Markenzeichen der alten Pelzhändler und Fellbündel vor den Eingängen der Pelzhandelshäuser. Leider fiel die Ausführung voll in die schlimmste Zeit der Weltwirtschaftskrise, der Besuch war mit etwa einer Million Besucher nur halb so hoch wie erwartet. Auch besuchten die Leipziger die Ausstellung nicht, „sie sagten wenn mer Felle sähn wollen, gähn mer uff den Brühl, das kost’ gar nischt“.

## Pelzfach-Museum der Reichsmessestadt Leipzig
Mit der Gründung des Pelzmuseums erfüllte sich ein uralter Traum der Rauchwarenwirtschaft. Seit 1927 sammelte man im Haus der Reichszentrale für Pelztier- und Rauchwarenforschung in der Zentralstraße Exponate für das Museum. Im Jahr 1939 zog man damit in die Servièrsche Schule in der Sebastian-Bach-Straße, wo auch die Deutsche Kürschner-Schule eingezogen war. Das Museum deckte das gesamte Gebiet um den Pelz ab, von der Jagd und der Zucht bis zum Handel mit dem fertigen Produkt.
Zusammen mit der Schule fiel es im Dezember 1943 einem Bombenangriff zum Opfer, nur wenige Ausstellungsstücke und Literatur konnten gerettet werden.

## Marginalien
- Im Jahr 1919 erschien der im Pelzhandel angesiedelte Roman „Kinder vom Brühl“, Autor war Richard Küas, ein ehemaliger Bezirksamtmann in der deutschen Kolonie Togo.[81]
- Im Brühl Haus Nummer 25, schräg gegenüber der Katharinenstraße, wurde nach einem Neubau des seit 1520 dort bestehenden historischen Gebäudes von Willy Sasse die alte Gaststätte wieder eingerichtet. Eines der im Lokal an der Wand angebrachten Gedichte endete wie folgt:

So wohnten früher tücht’ge Leute

Hier auf dem Brühl! Und erst recht heute!

Welch Tier ein schönes Fellchen trägt, -

Sein Pelz wird hier am Brühl gepflegt,

Gefärbt, geklopft, gekämmt, gewendet,

Gefälscht, veredelt und geblendet:

Opossum, Skunks, Fuchs, Iltis, Biber,
Seal, Marder, Zobel, Nerz, - mein Lieber -

Selbst aus dem traurigsten Kanin

Wird hier mit Kunst und Naphthalin,

Mit Kampfer, Kochsalz und Alaun

Ein Pelzschmuck, köstlich anzuschaun!

So ist der Brühl für alle Felle

Die größte Welt-Pelz-Handelsstelle.
- Gustav Hermann, ehemaliger Inhaber von Rödiger & Quarch, der ältesten Pelzfärberei Leipzigs, schrieb jedes Jahr die Texte und Couplets für die von 1921 bis 1926 im Rahmen der im Krystallpalast stattfindenden Pelzmodenschauen: „Fachkundig genug, um das rechte Milieu zu finden, und Kenner des Brühl, um mal eine Szene über seine Leute einzufügen. Unter dem Jubel der Branche und des Leipziger Publikums, das sich zu den Aufführungen drängte, ging die Aufführung vor sich, die stets mit einer großen Vorführung endete, zusammenfassend alle Neuheiten der Aussteller zu zeigen“.[83]

- Im Jahr 1931 kam es im Leipziger Komödienhaus zur Uraufführung des „Volksstückes“ „Ultimo am Brühl“. Der Autor veröffentlichte es unter dem Pseudonym S. E. Vengers (eigentlich Salomon Joel Groebel, genannt „Sally“[84]). Dafür, dass es von jemandem aus der Rauchwarenbranche verfasst wurde, sprach „einmal die Naivität in der Dialogführung, zeitweise ein kunstloses Aneinanderreihen von Witzen und Belanglosigkeiten, zum Anderen die Vertrautheit mit den Usancen und gegenwärtigen großen und kleinen Sorgen des Brühls“.

Der Verfasser dieser in einer Fachzeitung veröffentlichten Kritik schrieb weiter: „Hervorragend ist die Hauptgestalt des Stückes, der Pelzhändler Stepan Gaborius gezeichnet. Kein »königlicher« Kaufmann, aber menschlich sehr sympathisch. Sein ehrlicher Kampf, über die Ultimo-Schwierigkeiten hinwegzukommen, gibt dieser Gestalt tragische Größe. Dramatisch außerordentlich wirksam die Einkreisung des Opfers bis zum endlichen Halali, damit dem Gerechten der gerechte Lohn zuteil wird. […] Die Premiere war ein voller Publikumserfolg.“

## Zahlen und Fakten
- Die Einfuhr, das heißt die jährliche Verzollung, in Leipzig in und außer den Messen betrug in den Jahren:

| Jahr | Kilogramm |  | Jahr | Kilogramm |  | Jahr | Kilogramm |
| ---- | --------- |  | ---- | --------- |  | ---- | --------- |
|      |           |  | 1841 | 215.500   |  | 1851 | 501.600   |
|      |           |  | 1842 | 365.250   |  | 1852 | 494.650   |
|      |           |  | 1843 | 363.100   |  | 1853 | 446.550   |
|      |           |  | 1844 | 302.900   |  | 1854 | 433.500   |
|      |           |  | 1845 | 430.400   |  | 1855 | 502.950   |
|      |           |  | 1846 | 379.600   |  | 1856 | 557.250   |
| 1837 | 265.400   |  | 1847 | 334.200   |  | 1857 | 594.200l  |
| 1838 | 236.500   |  | 1848 | 339.650   |  | 1858 | 507.700   |
| 1839 | 280.450   |  | 1849 | 454.400   |  | 1859 | 541.500   |
| 1840 | 209.700   |  | 1850 | 540.600   |  |      |           |

Umsätze des Leipziger Rauchwarenhandels von 1860 bis 1888 (großteils auf Schätzungen beruhend):
| Jahr | Kilogramm |  | Jahr | Kilogramm |  | Jahr | Kilogramm |
| ---- | --------- |  | ---- | --------- |  | ---- | --------- |
| 1860 | 668.100   |  | 1870 | 965.550   |  | 1880 | 1.183.934 |
| 1861 | 699.650   |  | 1871 | 919.550   |  | 1881 | 1.106.241 |
| 1862 | 715.400   |  | 1872 | 931.600   |  | 1882 | 1.210.651 |
| 1863 | 813.400   |  | 1873 | 676.000   |  | 1883 | 1.480.722 |
| 1864 | 861.700   |  | 1874 | 633.700   |  | 1884 | 1.695.345 |
| 1865 | 812.800   |  | 1875 | 922.150   |  | 1885 | 1.415.714 |
| 1866 | 621.500   |  | 1876 | 923.900   |  | 1886 | 1.475.714 |
| 1867 | 984.900   |  | 1877 | 797.400   |  | 1887 | 1.832.346 |
| 1868 | 1.069.700 |  | 1878 | 916.917   |  | 1888 | 1.801.926 |
| 1869 | 1.131.550 |  | 1879 | 1.250.973 |  |      |           |

- 1913 betrug in Leipzig

|                                      | Wert in Mark | Gewicht in Tonnen |
| ------------------------------------ | ------------ | ----------------- |
| die Einfuhr roher Rauchwaren         | 121.864.000  | 3752              |
| die Ausfuhr                          | 14.154.000   | 1137              |
| die Einfuhr zugerichteter Rauchwaren | 65.956.000   | 2144              |
| die Ausfuhr                          | 183.240.000  | 3223              |
| die Einfuhr an Konfektion            | -            | -                 |
| die Ausfuhr                          | 7.395.000    | 158               |

- Im Jahr 1929 gehörten in Leipzig 1112 Betriebe zur Rauchwarenbranche:

| Rauchwarenhandlungen    | 458 |                      |
| Kommissionäre           | 237 |                      |
| Rauchwarenlager         | 2   | 697 Händler          |
|                         |     |                      |
| Zurichtereien           | 39  |                      |
| Färbereien              | 32  |                      |
| Blendereien             | 3   |                      |
| Schweiffabrikanten usw. | 19  | 93 Veredler          |
|                         |     |                      |
| Pelzabfallhandlungen    | 21  | 21 Pelzabfallhändler |

| Pelzkonfektion       | 24  |                    |
| Kürschner            | 188 |                    |
| Pelzbesatzhersteller | 2   |                    |
| Pelzwarengeschäfte   | 65  | 279 Pelzhersteller |
|                      |     |                    |
| Spezialmaschinen     | 10  |                    |
| Kürschnerwerkzeuge   | 3   |                    |
| Farben               | 1   |                    |
| Zubehör              | 8   | 22 Zubehörfirmen   |

- Eine Mitteilung des Reichsverbandes der deutschen Rauchwarenfirmen, die am 24. Oktober 1933 - das war nach der Machtübernahme durch die Nationalsozialisten - an das Reichswirtschaftsministerium abgegeben wurde, schlüsselt die Konfessionszugehörigkeit in der Pelzbranche auf. Die Zusammensetzung war in den angegebenen Sparten weitgehend mit Leipzig und Umgebung gleichzusetzen (die Pelzkonfektion befand sich vor allem in Berlin):[90]

| Sparte                          | Christen | Israeliten |
| ------------------------------- | -------- | ---------- |
| Rauchwarenhandel                | 20 %     | 80 %       |
| Pelzkonfektion                  | 5 %      | 95 %       |
| Rauchwarenveredlung             | 85 %     | 15 %       |
| Mit aufgeführt: Käuferschichten | 35 %     | 65 %       |